# Stockholms historia

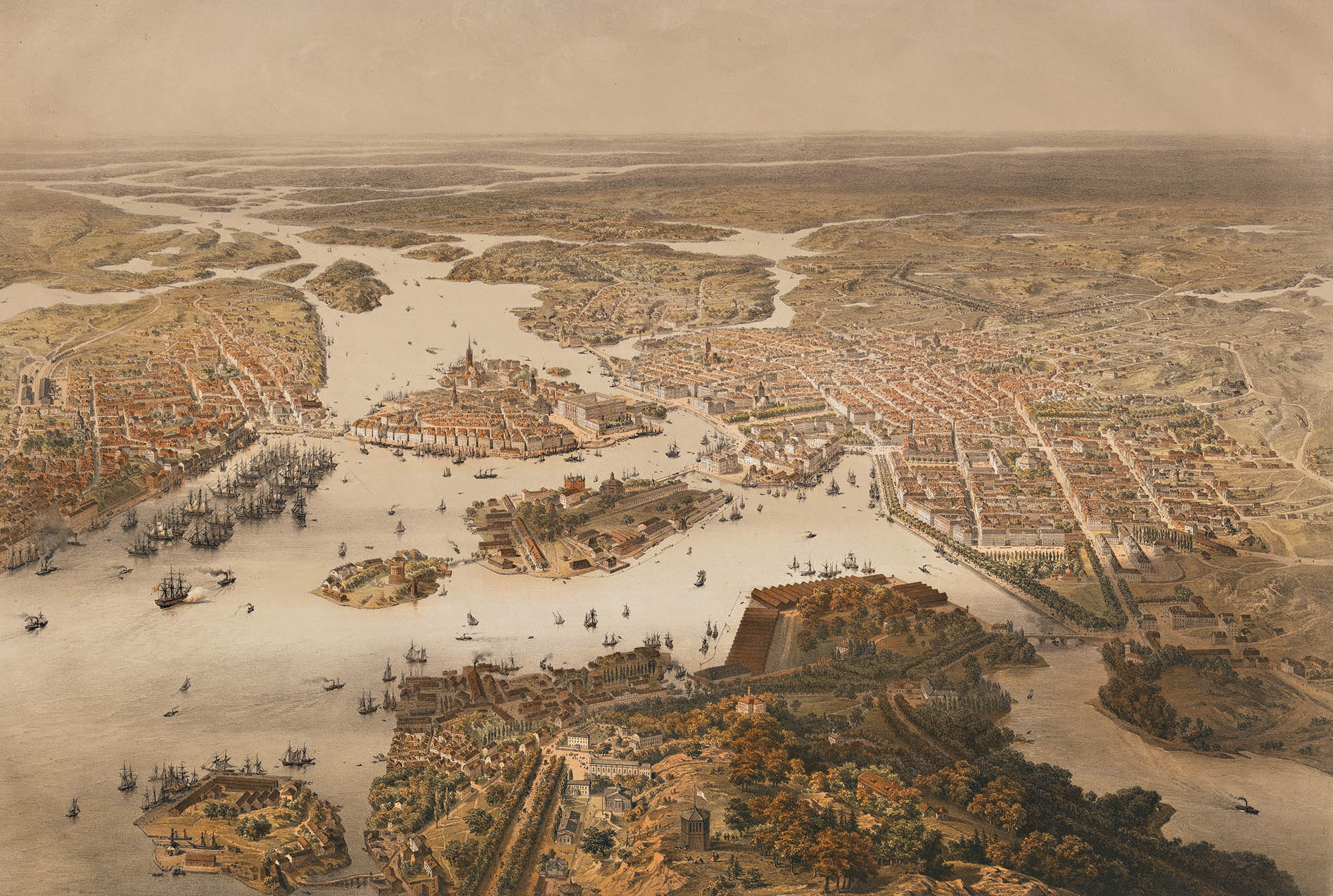
Carl Johan Billmarks litografi från 1868 över Stockholm med en vy från en position högt över Södra Djurgården mot väster, förmodligen skapad utifrån tidiga fotografier från ballongfärder över området. Till vänster syns Stockholms första järnvägsstation.

Uppkomsten av Stockholm som boplats och senare som stad hänger intimt samman med isoleringen av Mälaren från Östersjön, som har pågått sedan senaste istiden.  Fornlämningar visar att Stockholmstrakten varit bebodd sedan stenåldern. De äldsta stenåldersfynden i området är från 6000 år f.Kr. och många spår efter mänsklig aktivitet finns även från brons- och järnåldern.
Bebyggelse började på den så kallade Holmen, nu Stadsholmen, jämte några mindre öar belägna i gattet mellan Mälaren och Saltsjön. Genom landhöjningen hade dessa på 900-talet blivit tillräckligt stora för att kunna tas i anspråk för ett fiskeläge med permanent bosättning. Enligt Snorre Sturlasson kallades fiskeläget för Agnefit.
Det äldsta angivna årtalet för stadens grundande i medeltida källor är 1187 och det återfinns i Visbykrönikan. Enligt denna notering grundades Stockholm till följd av Härjningen av Sigtuna 1187 som ersättning för den nedbrunna handelsplatsen. Det äldsta bevarade samtida skriftliga dokumentet som nämner namnet Stockholm är Birger jarls skyddsbrev för Fogdö kloster 1252 och traditionellt anses därför Birger jarl vara stadens grundare. Man lät uppföra en borg runt holmen för att skydda Stockholm och andra betydande städer längre in i Mälaren som Sigtuna mot angrepp från fientliga krigsflottor. Staden blev ett svårforcerat hinder sjövägen för fiender in till Mälaren och Sveriges centrala delar.
Genom Riksrådets privilegiebrev 1436 fick Stockholm stadsprivilegier, vilket brukar användas som referens för starten av Stockholms roll som huvudstad. 1471 utkämpades slaget vid Brunkeberg mellan svenska nationalister under riksföreståndaren Sten Sture den äldre och Kalmarunionens kung Kristian I. 1520 intogs Stockholm av den danske unionskungen Kristian II. Större delen av adeln och riksråden hade den 6 mars samma år hyllat Kristian II som svensk kung vid Uppsala dagtingan. Stockholms blodbad i november 1520 ledde till Gustav Vasas befrielsekrig där en belägring av Stockholm 1521–1523 kulminerade med Gustav Vasas intåg, varmed en stark svensk stat successivt etablerades med centrum i Stockholm.
Under stormaktstiden inleddes den första organiserade stadsplaneringen under överståthållaren Clas Larsson Flemings befäl varmed staden expanderade ut på nuvarande Norrmalm och Södermalm. Det gamla Slottet Tre Kronor totalförstördes i slottsbranden 1697, därefter uppfördes Stockholms slott på samma plats. I augusti 1719 hotades Stockholm av en rysk galärflotta som dock besegrades av numerärt underlägsna svenska styrkor i slaget vid stäket.  I mitten av 1700-talet och den så kallade frihetstiden hade befolkningen ökat till drygt 60 000 invånare och Stockholm hade utvecklats till landets ledande industristad. Under Gustav III:s regeringstid 1771–1792 upplevde staden ett kulturellt uppsving, bland annat grundades Konstakademien och Kungliga Operan.
Första hälften av 1800-talet medförde en period av stagnation då trångboddhet, fattigdom, svält, bristande hygieniska förhållanden och grasserande sjukdomar var stora problem. År 1850 hade Stockholm 93 000 invånare. Industrialiseringen från 1860- och 1870-talen kom att bli en av stadens mest expansiva perioder. På 35 år kom befolkningen att öka till 216 000 invånare. En ny stadsplan togs fram under ledning av stadsplaneraren och politikern Albert Lindhagen och mot slutet av 1800-talet byggdes staden snabbt ut på malmarna med en regelbunden stenstad. De första järnvägarna, gasverken, vattenverken och elektricitetsverken införlivades i stadsmiljön.
Åren kring sekelskiftet 1900 hyste bland annat den stora Stockholmsutställningen 1897 och de Olympiska spelen 1912. Sverige och Stockholm blev lyckligtvis förskonade från de två världskrigen under 1900-talet, även om ryskt flyg 1944 bombade staden. När freden kom i maj 1945, påbörjades ett av stadens och landets största stadsomdaningsprojekt; Norrmalmsregleringen, som skulle omvandla nedre Norrmalm till en ny stadsdel och där skapa det nuvarande Stockholms city. Längs de nya tunnelbanelinjerna växte nya förorter upp långt utanför tullarna.

## Landhöjning och forntida bosättningar

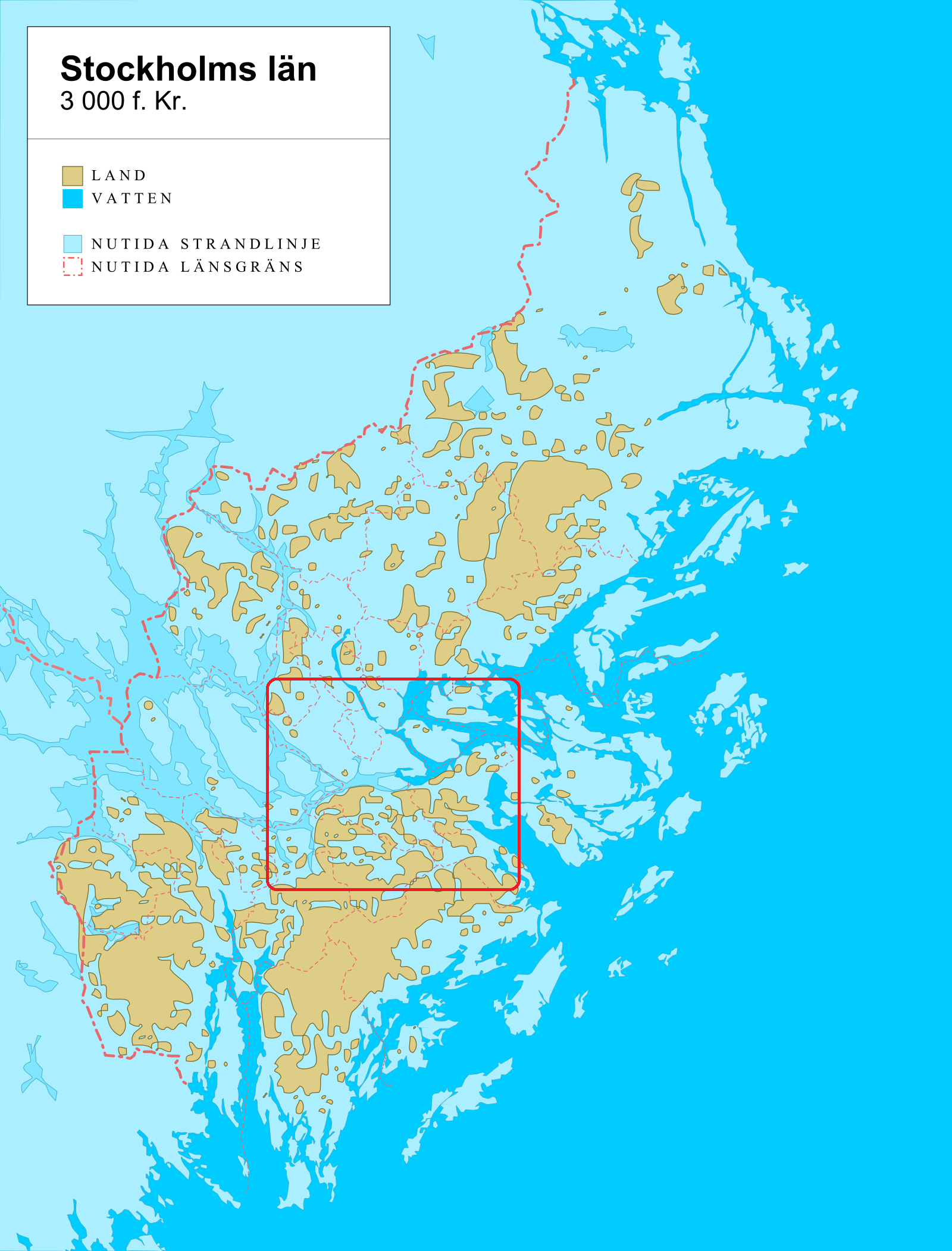
Stockholmsområdet 3 000 f.Kr.

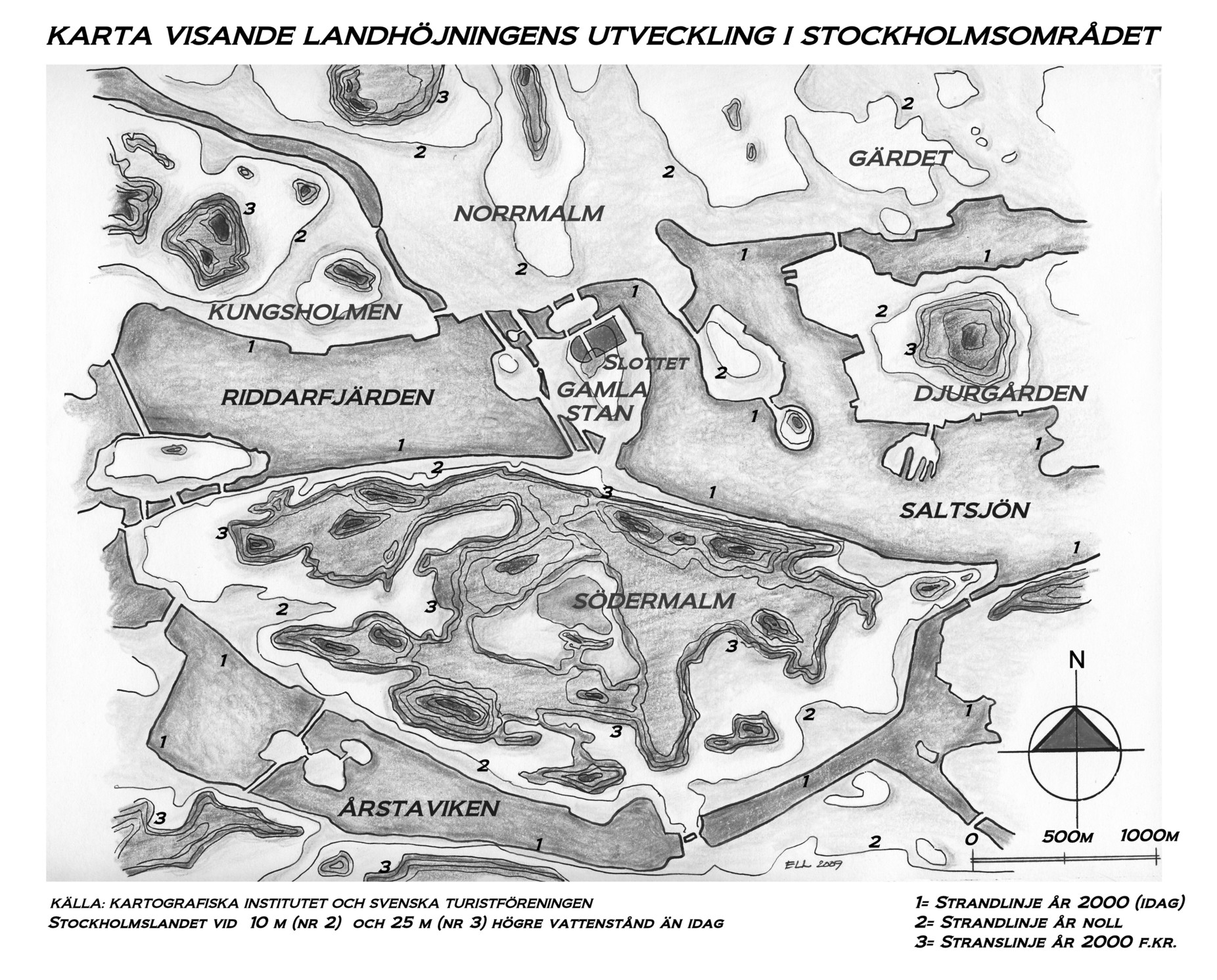
Rekonstruktion av stockholmsområdets strandlinjer för 4 000 år och för 2 000 år sedan. Enligt Gerard De Geer.

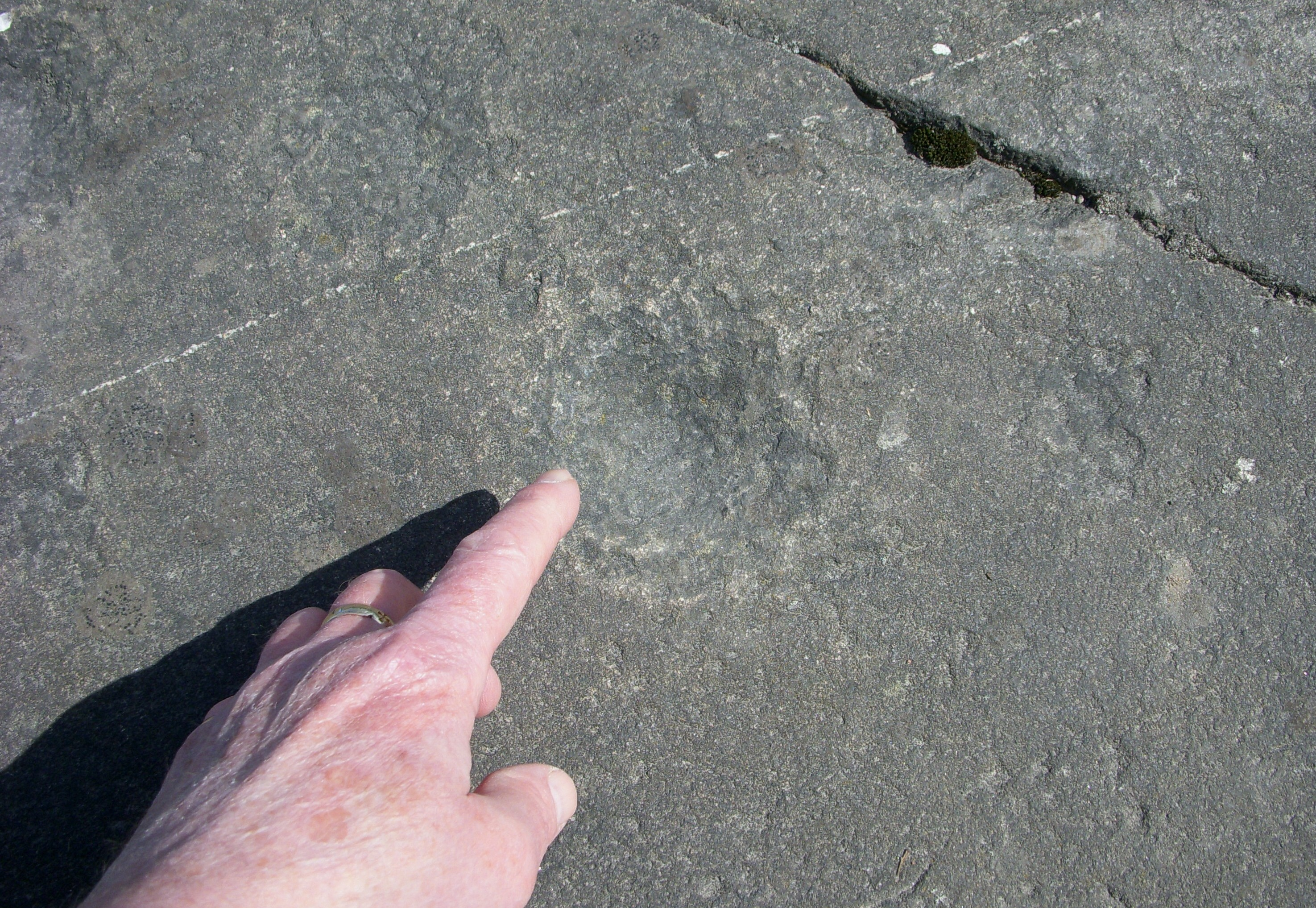
En av 13 skålgropar i Högalidsparken från (1500–500 f.Kr.), dessa är 3–7 centimeter i diameter och 0,5–1,5 centimeter djupa.

Inlandsisen började smälta för 18 000 år sedan och hade dragit sig tillbaka till Stockholmstrakten cirka 11 500 år innan vår tid. Det geografiska område som idag utgör Stockholm var havsbotten i mer än tusen år efter att inlandsisen hade smält undan. Stockholmsområdet låg cirka 160 meter under nuvarande havsnivå vid tiden för den Baltiska issjön, en sjö som tömdes för drygt 11 500 år sedan. Under denna tid hade den postglaciala landhöjningen påbörjats, en genomsnittlig höjning med 11 millimeter per år och som fortgår än idag med cirka 3,8 mm per år i Stockholmsområdet. Stockholmsområdet var därför länge ett örike. Den del av Stockholmsåsen som skulle komma att bebyggas med Stockholms medeltida stad (Stadsholmen) reste sig ur Östersjön vid mitten av 900-talet f.Kr.
I Stockholmsförorten Huddinge söder om Stockholms kommun har man funnit de äldsta lämningarna av stenåldersjägares- och fiskares boplatser från cirka 6000 f.Kr. Fynden återfanns vid sjön Gömmaren i Gömmarens naturreservat och idag ligger dessa fynd 55–60 meter över havsytan.  Den äldsta boplatsen inom det som idag utgör Stockholms kommun, finns i Skrubba i stadsdelen Skarpnäck. Boplatsen har en utbredning på cirka 20x60 meter och har daterats till omkring 4000 år f.Kr., samtidigt med etableringen av bondenäringen i södra Sverige. Här påträffades under utgrävningarna bland annat härdgropar, två skrapor och stora mängder kvartsavslag (spån) från redskapstillverkning. Ett av de märkligaste stenåldersfynden är en stridsyxa, förr kallade båtyxor, den så kallade miniatyrbåtyxan från Rågsved som man funnit vid utgrävningar i Brännkyrka.
Under senneolitikum eller den yngste delen av bondestenåldern (cirka 2400–1800 f.Kr.) var det inom dagens innerstad bara de högsta bergen som stack upp ur havet som exempelvis Skinnarviksberget och Katarinaberget (på Södermalm), Stadshagen och Kronoberget (på Kungsholmen), de höga delarna av Stora Essingen och Skansenberget på Södra Djurgården.
Tvärs över Åsön (Södermalm) gick i väst-östlig riktning en vattenförbindelse från dagens Tantolunden till Tegelviken som så småningom blev till en vik från Tantolunden till Åsöns mitt. Under brons- och tidiga järnåldern (cirka 1800 f.Kr.–900 e.Kr.) låg Stadsholmen fortfarande under vatten, eftersom landytan låg ungefär 10 meter lägre än idag. Många fynd och boplatser från sten-, brons- och järnålder har samtidigt hittats i omgivande områden. Åsön reste sig dock alltmera ur havet och på öns mitt blev Fatburen kvar av havsviken. När Fatburen utdikades på 1860-talet fann man de äldsta spåren av mänskliga bosättningar inom det som skulle bli Stockholms stad. Fynd av skålgropar i Högalidsparkens västra del bekräftar att det funnits boplatser från bronsåldern på flera håll på Åsön. Den moderna bebyggelsen har dock utplånat nästan samtliga spår av forntida bosättningar i innerstaden. Under bronsåldern var även Årstafältet en havsvik med bosättningar längs dess stränder. 1958–59 utfördes stora utgrävningar på Årstafältet innan Årsta partihallar skulle byggas. Bland annat upptäcktes Erstagravfältet med 200 gravar från bronsåldern som daterades till mellan år 0 och 200 e.Kr.

### Järnålder och vikingatid

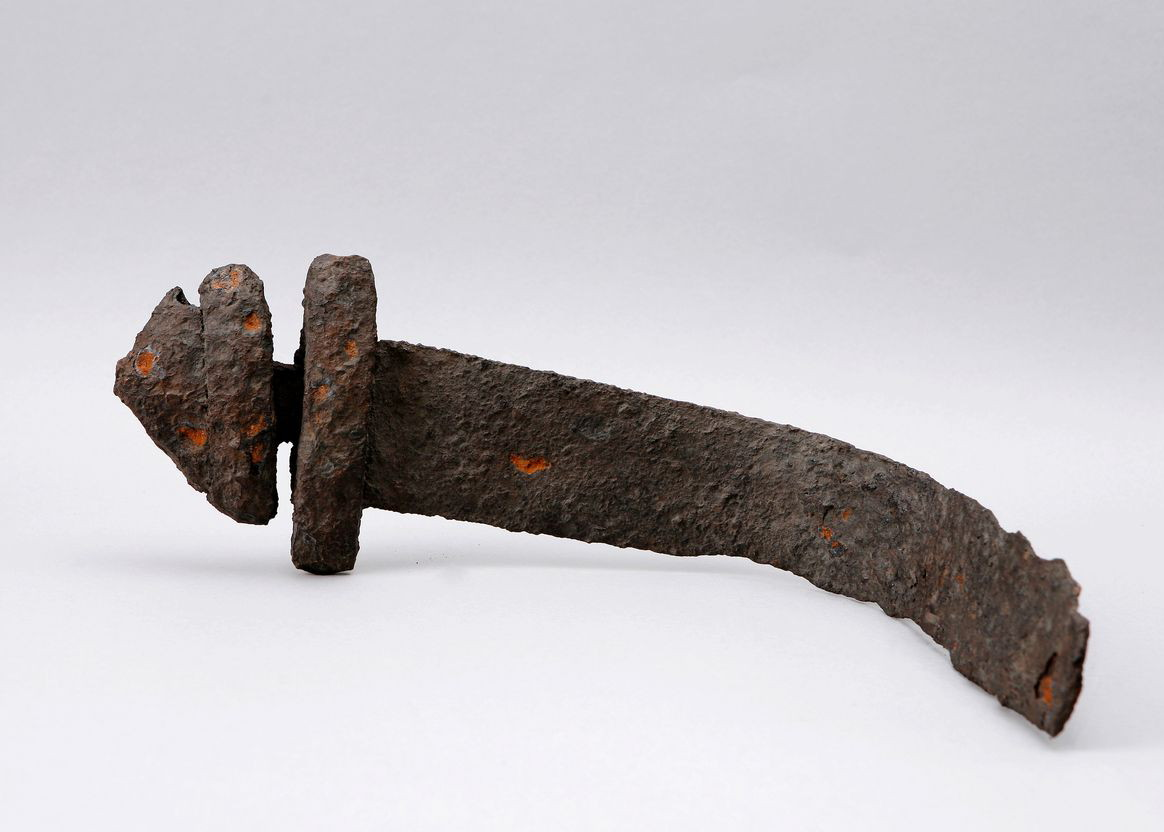
Vikingasvärd hittat vid utgrävningar på Årstafältet i slutet på 1950-talet.

Vid järnålderns mitt och vikingatiden (cirka 500–1100 e.Kr.) stod vattnet cirka fem meter högre än idag. Birka och sedermera Sigtuna var fortfarande av betydelse, och i Stockholms omgivningar fanns talrika boplatser och gårdar vid samma tid. Bland dessa kan nämnas Kaknäs, Walmundsö, Ålsten, Riksby, Årsta, Valla och Örby.
I samband med bygget av Kungsgatan genom Brunkebergsåsen fann man ett järnsvärd från början av vår tideräkning och på Brunkebergsåsen inne i Stockholm hittades ett par ringspännen av brons och en järnyxa från 1000-talet. Strandförskjutningar på grund av landhöjningen och vattennivåernas variationer sker oftast i trappsteg och på 1200-talet tog landhöjningen och vattensänkning åter fart och Mälaren skars av från Östersjön.
Flera källor nämner ett fiskeläge, Agnefit, som kan ha utgjort en by som utvecklades till staden Stockholm. Byn Agnefit var sannolikt belägen på det som idag kallas Riddarholmens västra del under det vikingatida 800-talet. En alternativ placering sätter Agnefit på Stadsholmens sydspets, norr om dagens Slussen. Byn Agnefit har dock inte bekräftats genom arkeologiska fynd. Mellan 970 och 1020 anlades en pålspärr av ekstockar och eventuellt kedjor i Norrström, som på den tiden var segelbar. Pålspärren dokumenterades under ombyggnadsarbetena av Riksdagshuset 1978–80, då man också upptäckte fler befästningsarbeten på dagens Helgeandsholmen. Senare anlades ett kastell på Stadsholmen i form av ett stentorn. Tornet kom att utgöra den första delen av slottet Tre Kronor där Kungliga Slottet ligger idag. Läget var strategiskt utvalt då man därifrån kunde kontrollera sjöfarten i Norrström mellan Mälaren och Saltsjön.
Den medeltida historikern Snorre Sturlasson, som besökte Sverige 1219, nämner sundet Stocksund i förbindelse med Olav den heliges vikingatåg i Mälaren år 1007. Snorres Stocksund var sannolikt ett namn för dagens Norrström, men en alternativ tolkning är att ordet avser Almarestäket. Snorres beskrivning av Stocksund stämmer dock med de faktiska förhållandena för Norrström under 1200-talets första hälft. Snorre beskriver att det fanns en kastal, ett försvarstorn, vid platsen. Betydelsen av ordet Stockholm, kommer troligen från den av stockar konstruerade pålspärren över Norrström. En alternativ tolkning bygger på att ordet "stock" på fornsvenska också betyder "en samling av...". Det skulle kunna tolkas som att ordet Stockholm står för "En samling av holmar".
Vid en arkeologisk undersökning år 1998 av kvarteret Typhon 9 i dagens Gamla stan hittades en mur, som troligen tillhört en byggnad i sydvästra delen av nuvarande fastighet. Ett kulturlager med trärester påträffades och kol 14-daterades till 980–1160 e.Kr. Som årtal för stadens grundande anges som äldst 1187 i Visbykrönikan.

## Medeltiden, 1200- till 1400-talen

### Stockholms grundande och Birger jarl

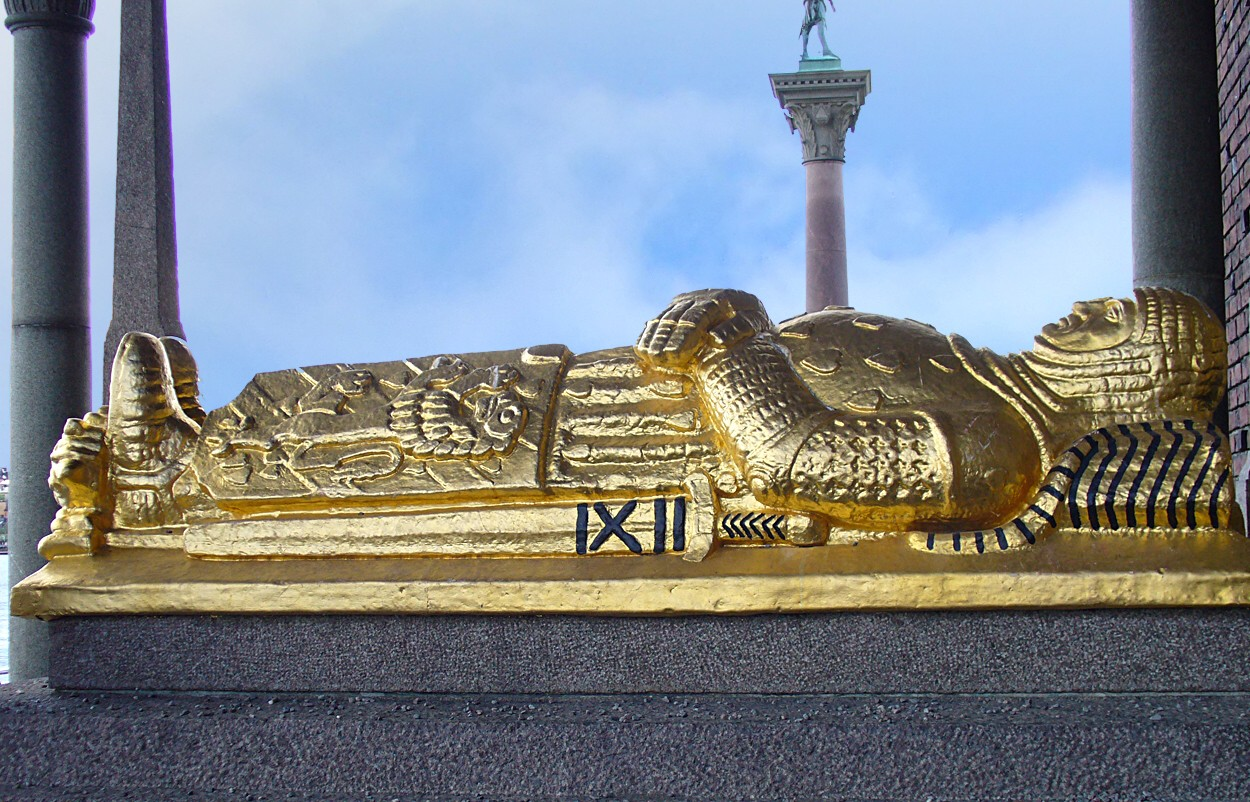
Birger jarls kenotaf vid Stadshuset.

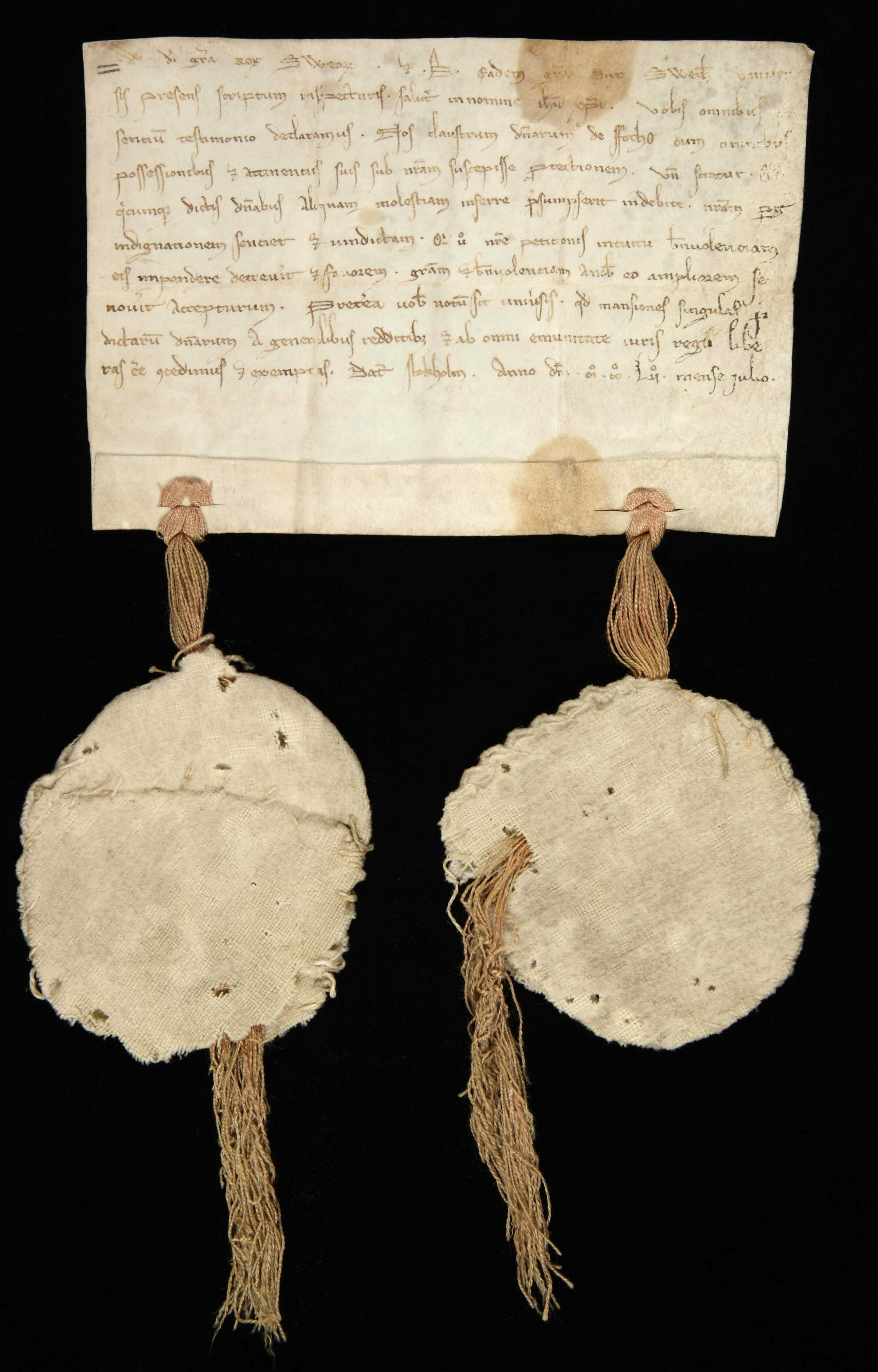
Skyddsbrevet för Fogdö kloster 1252.

Det finns olika uppfattningar om när själva staden Stockholm grundades eller växte fram. Vissa forskare menar att Stockholm hade utvecklats till en större handelsstad och Sveriges huvudstad före år 1200, medan andra menar att stadsholmen mestadels var jordbruksmark år 1250 och istället upplevde en snabb expansion till en stad efter att borgen hade byggts färdigt.
Det äldsta angivna årtalet för stadens grundande i medeltida källor anges till år 1187 enligt Visbykrönikan. Enligt denna notering grundades Stockholm till följd av Härjningen av Sigtuna 1187. Uppgiften är dock ifrågasatt då den först nedtecknades omkring 1410. Själva benämningen Stockholm finns dokumenterad från 1252 i form av två pergamentbrev, skrivna på latin och undertecknade av Birger jarl. Det första är Skyddsbrevet för Fogdö kloster och är författat i juli, och det andra är ett brev från 19 augusti där Birger och ärkebiskopen i Uppsala instruerar allmogen i Attundaland att betala tionde till domkyrkan.
Jarlen Birger Magnusson – Birger jarl – är den som av tradition uppges som grundare av staden. Ett dokument som anger att staden grundades av Birger jarl är Erikskrönikan, vilken författades på 1320-talet. Enligt krönikan var syftet med grundandet av Stockholm att skapa ett "lås" för den rika mälarregionen och därmed förhindra plundringar av pirater och fientliga flottor från Östersjön. Erikskrönikan skriver så här (med lätt moderniserad ortografi):
| ” | Birge jerl, then wise man. Han loot Stokholms stad at byggia. med dighirt with oc mykin hyggia, eth fagert hus ok en godhan stad alla leedh swa giort som han badh. | „ |

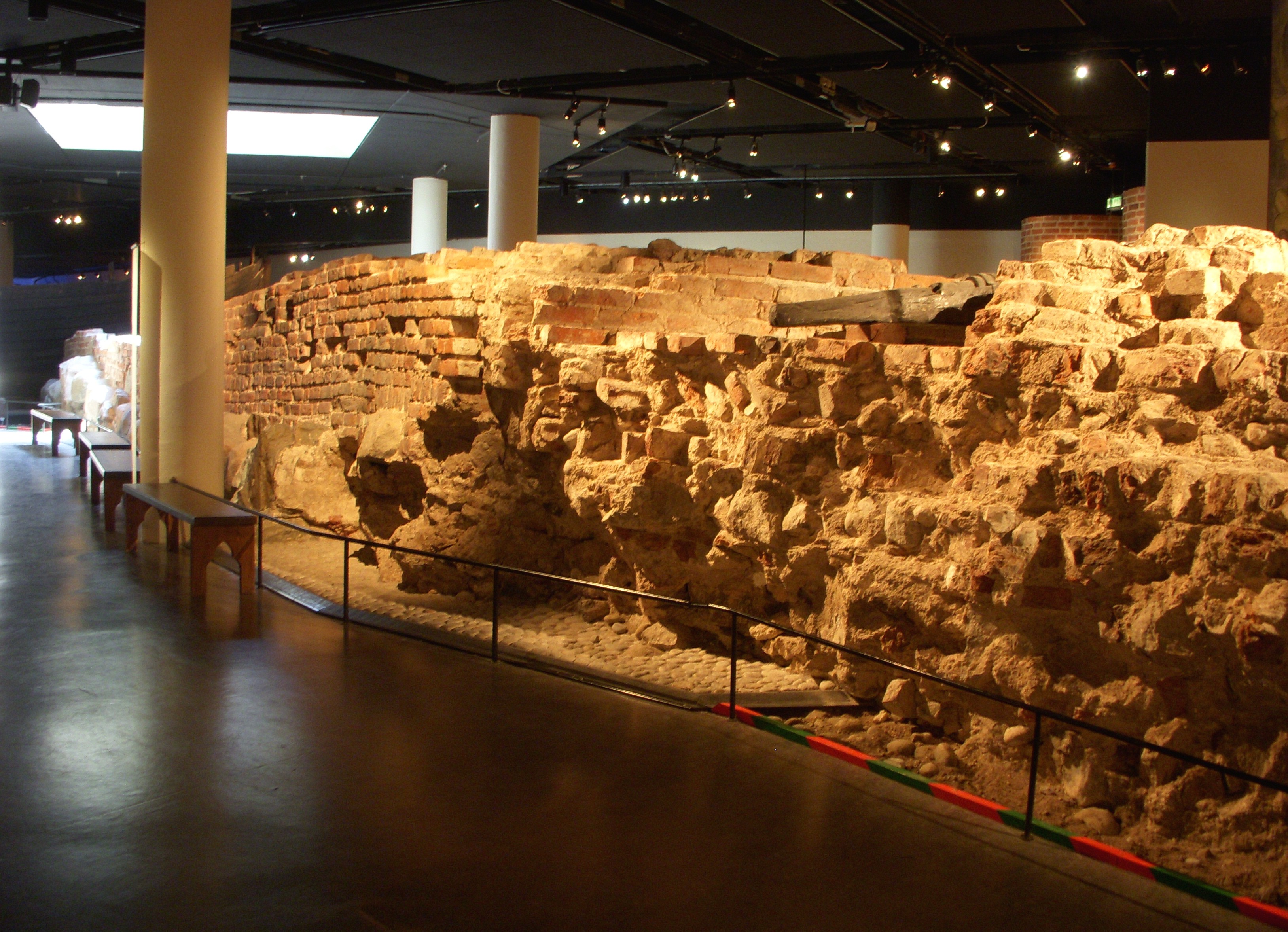
En rest av Stockholms norra stadsmur i Medeltidsmuseet.

| Stadssigillet, från 1296 respektive 1326 |  | Stadssigillet, från 1296 respektive 1326 |
| Stadssigillet, från 1296 respektive 1326 |  |                                          |

### Fästningsstaden Stockholm
Från början var staden en fästningsstad där handeln kom i andra hand. Stockholm bildade dock snabbt ett centrum för både Mälardalen och för östra Sveriges handel. Under 1250-talet slöts ett handelstraktat med Lübeck, och ett med Hamburg 1261.
I Gamla stan finns resterna av stadens äldsta kända byggnader eller byggnadsrester, exempelvis Slottet Tre Kronor som var en borganläggning som Birger jarl lät påbörja vid 1200-talets mitt och byggnader på Helgeandsholmen från 1200-talets slut. Vid utgrävningar i den så kallade Riksgropen 1978 fann man rester efter stadsmuren, Helgeandshuset och andra husgrunder från 1200-talet, av allt detta är inget kvar idag ovan jord. Dock finns en äldre flygel av det gamla slottet tre kronor kvar inom det nya slottet. 
När det gäller bevarade byggnadsverk är det oftast kyrkliga eller kungliga byggnader, eftersom dessa i regel var uppförda i beständiga byggnadsmaterial, enklare trähus finns inte kvar från denna tid. Birger jarls torn ansågs länge vara Stockholms äldsta bevarade byggnad, men det är ett försvarstorn i Gustav Vasas befästningsverk från omkring 1530. Idag anses delar av Riddarholmskyrkan från 1280-talet vara Stockholms äldsta byggnad. Medan Riddarholmskyrkan blev kungligheternas begravningskyrka så blev Storkyrkan kröningskyrka. Även Storkyrkan har liksom Riddarholmskyrkan byggts om och till åtskilliga gånger. Rester av den första 1200-talskyrkan finns i tornets norra mur. Storkyrkan, eller Sankt Nicolai kyrka, är domkyrka i Stockholms stift. Den borg som gradvis byggdes ut till Slottet Tre Kronor, uppfördes av Birger Jarl runt det befintliga tornet. Kärntornet omgärdades från början endast av en enkel försvarsmur.

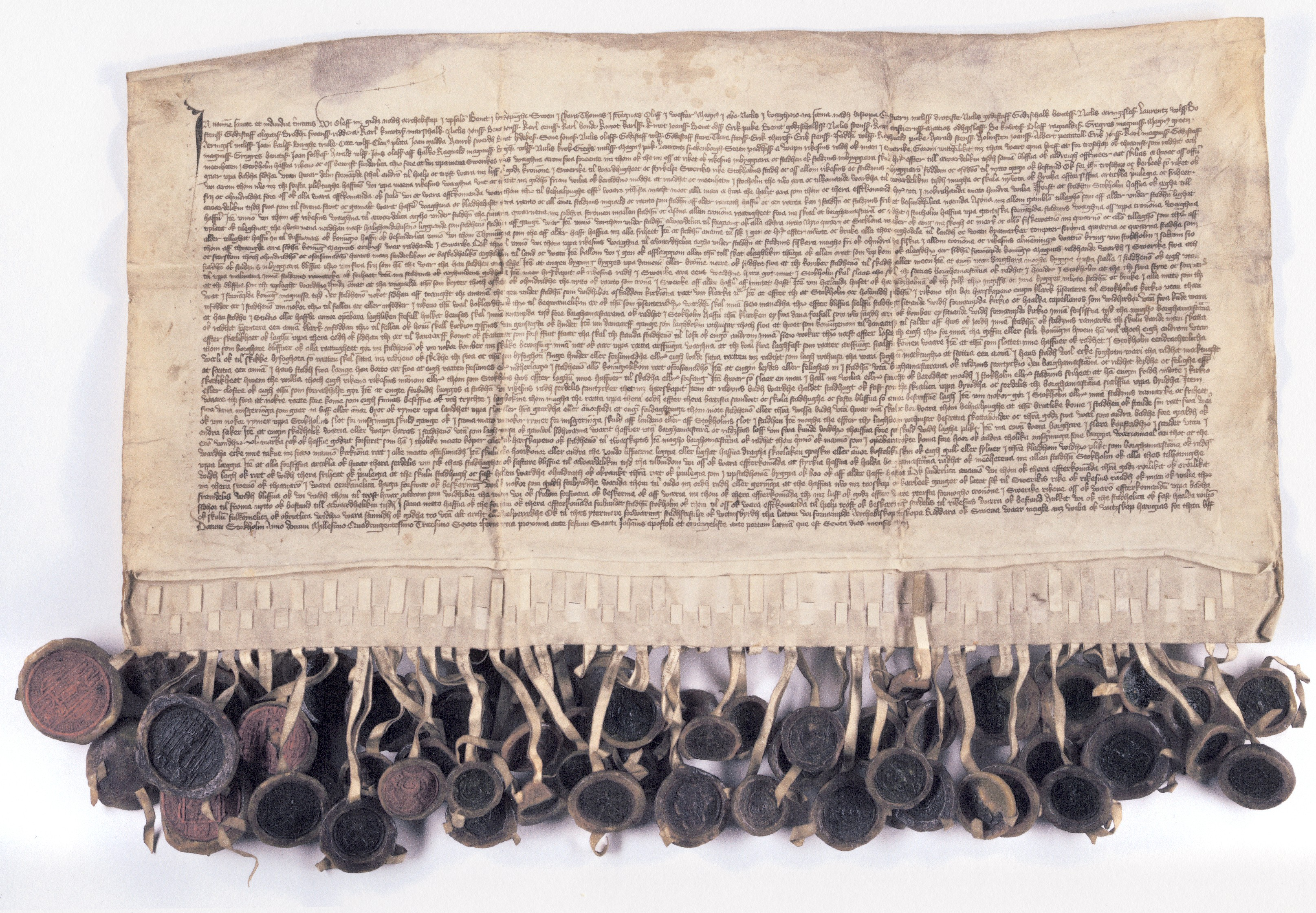
Riksrådets privilegiebrev 1436.

Sten Sture den äldres intåg i Stockholm efter slaget vid Brunkeberg 1471, målning av Georg von Rosen 1864.

Den påbörjade, industriella gruvdriften i bergslagsområdena gav ett betydligt rikare handelsutbyte med Tyskland och utskeppningshamn för de nya handelsvarorna blev Stockholm. Mälaren kom snabbt att få en ökad betydelse, samtidigt som de lokala hamnarna för bergsbygderna, Västerås, Arboga och Köping, fick ett stort uppsving. Allt detta kom Stockholm till godo, som den stora uppsamlingshamnen vid Mälarens lås. Stockholm blev dessutom centralhamn för all handel med Bottenviken, såväl de norrländska som de finska (Åbo undantaget), från vilka laster av skinn, hudar och fisk fördes ut. Stapeltvång genomdrevs i början av 1300-talet, för Roslagen och hela Bottniska viken. Försäljning av varor från dessa områden, fick endast ske i Stockholm.

### Handelsstaden Stockholm
Omkring 1300 hade Stockholm med sitt handelsstrategiska läge mellan Mälaren och Saltsjön utvecklats till regionens viktigaste handelsstad. Under seklet som följde etablerades det första gatunätet och längs stadens stränder anlades bryggor.
Till skillnad från andra nordiska medeltidsstäder låg Stockholms huvudtorg, Stortorget, inte vid en huvudväg. Torget utgjorde istället själva mittpunkten för stadens gatusystem. Från Stortorget strålar ett antal gator, brinkar (ursprungligen naturliga raviner) och gränder ut i alla riktningar. En övergripande stadsplanering tycks inte ha funnits utan gatusträckningarna följde naturens förutsättningar. De äldsta kända gatunamnen från det medeltida Stockholm är Köpmangatan (på latin: in medio vici dicti köpmangatu / på Köpmännens gata) från 1323 och Skomakargatan  (på latin: in vico sutorum / på skomakarens gata) från 1337. Båda utgår från Stortorget. Namnen visar att det hade etablerats köpmän respektive skomakare längs dessa gator. Nedanför Köpmangatan fanns ett annat viktigt torg, Fiskartorget (idag Köpmantorget). Redan på 1300-talet hade bebyggelsen utanför stadsmuren blivit så omfattande att den gamla stadsmuren förlorade sin betydelse.
Kring första halvan av 1400-talet hade Stockholm uppskattningsvis fem tusen invånare, och var under slutet av medeltiden Sveriges folkrikaste stad, med svenskar, finländare och tyskar. Tyskarna hade en mycket stark ställning i Stockholm, där det bland annat stadgades att hälften av medlemmarna i stadens råd skulle vara tyskar och hälften svenskar. Den lilla staden på Stadsholmen var trångbodd och hygienen var usel. Rent vatten var sällsynt, vilket ledde till att sjukdomar frodades. Den täta bebyggelsen i trä var dessutom orsak till många svåra bränder.
Stockholm hade utvecklats till en viktig handelsplats inom Hansan och den ursprungliga trähusbebyggelsen ersattes mer och mer av stenhus i Stockholms centrum, som då var Gamla stan (alltså Stadsholmen, Riddarholmen, Helgeandsholmen och Strömsborg). Handelsstaden Stockholm importerade salt, kryddor, öl, vin, kläde och lyxvaror som siden, vapen och rustningar. Exportvaror var järn och koppar från Bergslagen, liksom mer lokala hudar, torkad fisk, smör och pälsar.
Riksrådets privilegiebrev 1436 är Stockholms äldsta bevarade privilegiebrev och utfärdades den 1 maj 1436 av riksrådet som tack för den “troskap och tjänst som rådet och menigheten i Stockholm hava riket och oss bevisat”. Privilegiebrevet anses markera början på Stockholms rikspolitiska storhetstid och roll som huvudstad.
Slitningar inom Kalmarunionen innebar påfrestningar mellan centralmakten Danmark och Sverige, vilket ledde till Engelbrektsupproret på 1430-talet. Den slutliga brytningen mellan länderna och Kalmarunionens tillfälliga upplösning skedde vid slaget vid Brunkeberg den 10 oktober 1471. Händelsen finns symboliserad i Storkyrkan i statygruppen Sankt Göran och draken, där Sankt Göran föreställer Sten Sture den äldre och draken Danmark.

## Vasatiden, 1500-talet

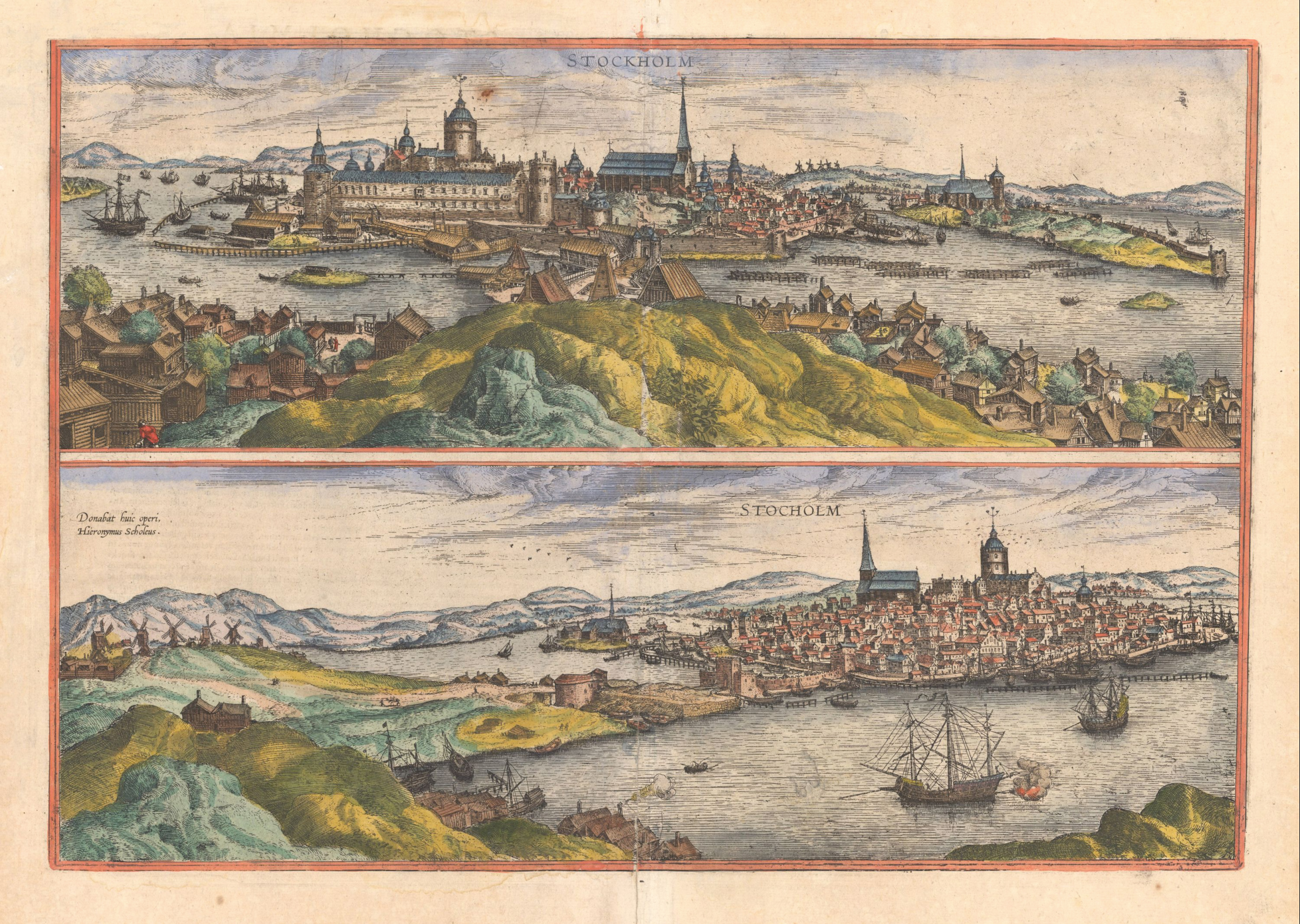
Stockholmsvyerna i Civitates orbis terrarum från 1570-talet, från norr (överst) respektive söder (nederst).

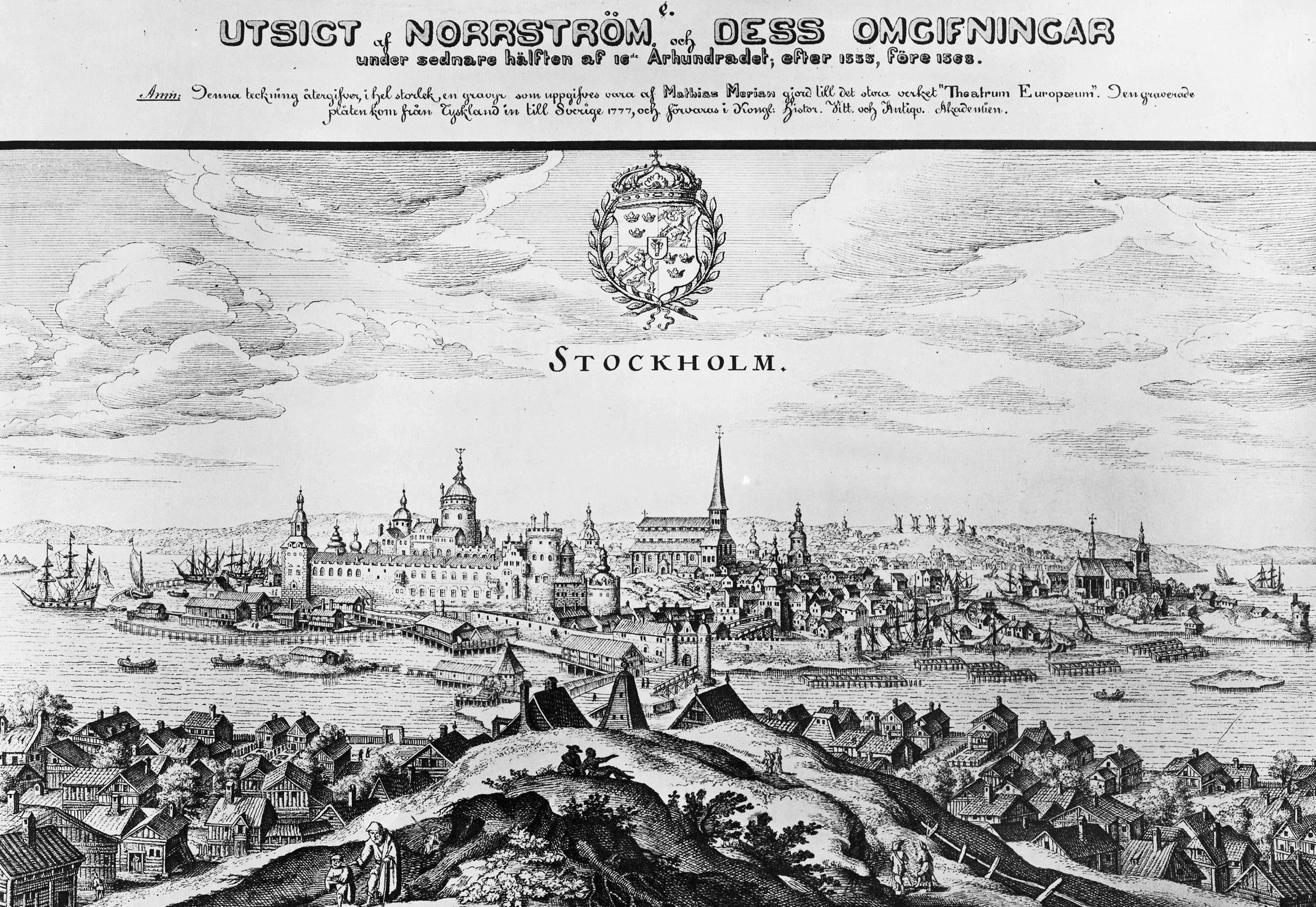
Utsikt över Norrström omkring år 1560.

Under 1500-talet blev det tyska inflytandet mer påtagligt än tidigare. Alla i ledande ställning talade lågtyska och antog tyska seder och bruk. Från denna tid finns fortfarande lånord i svenska språket som borgmästare och rådhus. Staden hade i början av seklet mellan sju och åttatusen invånare. På 1570-talet hade befolkningen ökat till omkring 9 100 invånare, ungefär fem gånger så många som i den näst största svenska staden som då var Uppsala.
År 1520 invaderades Sverige av Kalmarunionens danske kung Kristian II. Stockholm försvarades av Sten Sture den yngres änka Kristina Nilsdotter (Gyllenstierna). Kristian II ville undvika en längre belägring och träffade därför avtal om att få inta staden, mot en rad eftergifter. 7 september 1520 överlämnades så Stockholms slott till danskarna, och den 4 november kröns Kristian II som Sveriges kung i Storkyrkan. Redan den 8 november avrättades en rad av Kristians motståndare i det som kom att kallas Stockholms blodbad.
I juni 1523 erövrades Stockholm av den då nyblivne kungen Gustav Vasa, som på midsommardagen den 24 juni gjorde sitt intåg i Stockholm. Under dennes tid som kung stärktes Stockholms betydelse i och med att han byggde upp en stark centralmakt.
Gustav Vasas mål var att bryta biskoparnas politiska makt i landet. Han stärkte kronans finanser genom en slags expropriation av kyrkans egendom, som kallas "Gustav Vasas reduktion". I Stockholm övertog kungen Klara klosters och Gråbrödraklostrets stora jordegendomar, även Munklägret på Kungsholmen tillföll kronan. Teglet från de rivna klostren användes för bygget av försvarsanläggningar på Riddarholmen och kring Slottet. Talrika kyrkor på malmarna revs och munkarna fördrevs. Helgeandsholmen förvandlades till ett kungligt stall.
På några av Frans Hogenbergs kolorerade kopparstick, Stockholmsvyerna i Civitates orbis terrarum, syns röda hustak på malmbebyggelsen, men taken var inte röda utan gråa eller gröna. Vilket intryck staden gjorde på en besökare kan illustreras av en deltagare i en holländsk beskickning 1614. Han skrev: …vid ankomsten tog sig /staden/ alldeles grön ut /…/ ty husen ha alla avplattade tak, täckta med grönskande grästorvor och på en del låter man getter gå och beta.

## Stormaktstiden, 1600-talet

En av stockholmsvyerna i Suecia antiqua et hodierna.

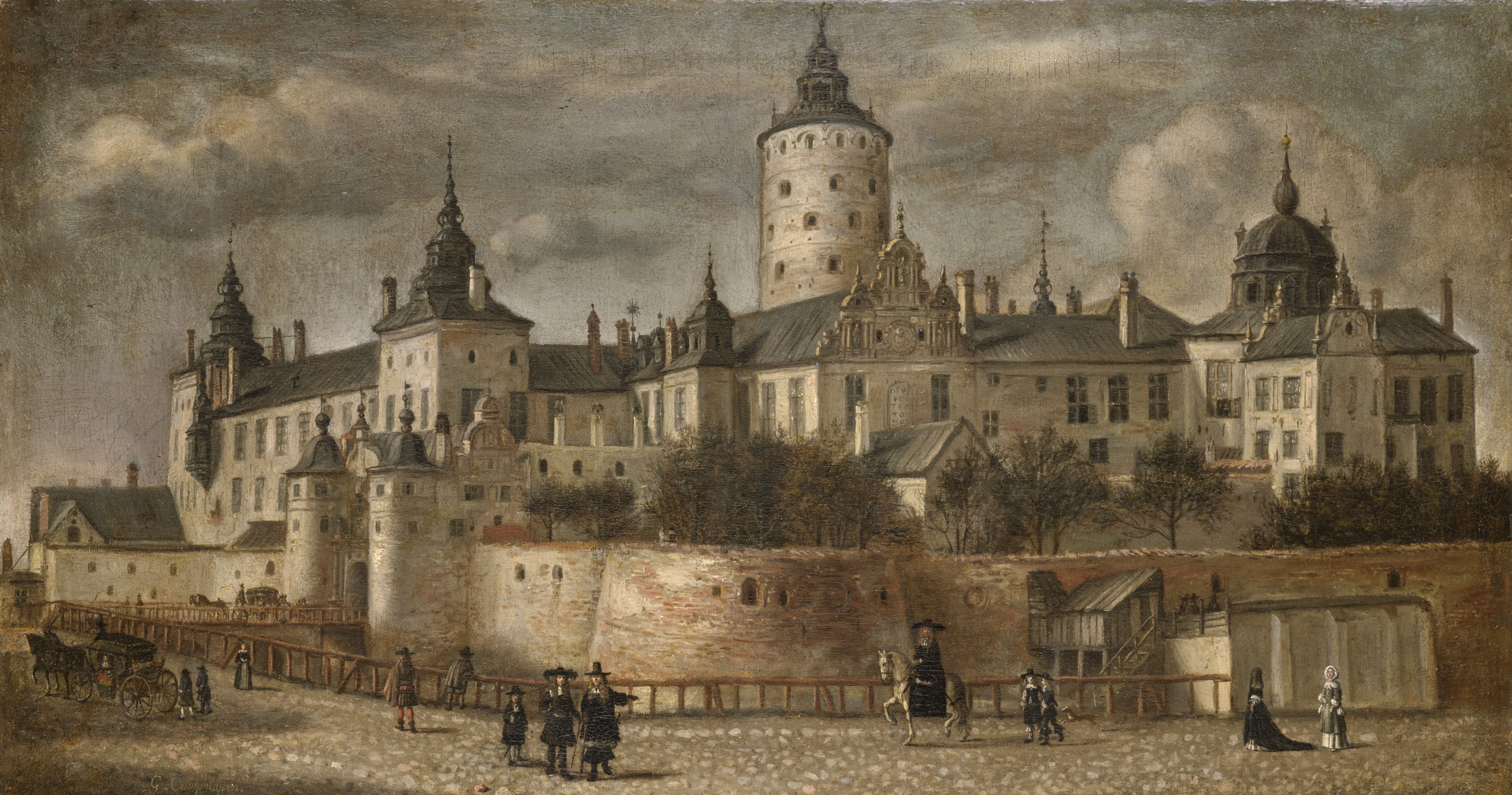
Tre Kronor från Slottsbacken, oljemålning av Govert Camphuysen från 1661.

I början av 1600-talet var Stockholm fortfarande en medeltida stad med trånga gränder och enkla trähus. Stockholmsmiljön var så torftig att man skämdes när utländska potentater skulle bjudas till staden i samband med Gustav II Adolfs begravning 1634. Det var en anblick som rent av kunde underminera Sveriges internationella auktoritet. Stadens befolkning uppgick till omkring 9 000 personer.

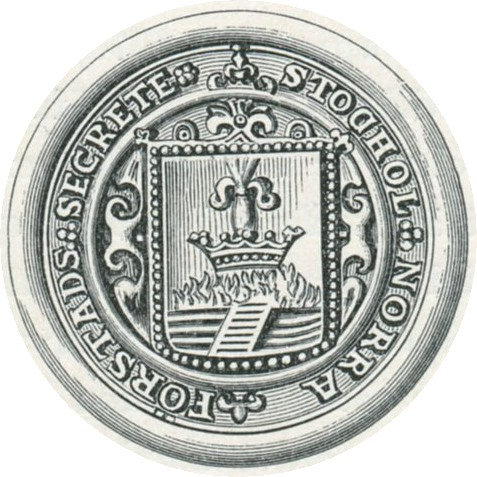
Norrmalms sigill.

År 1602 skildes Norrmalm från staden och hade under ett 30-tal år egen stadsrätt, egen magistrat, egna riksdagsfullmäktige och brukade eget stadsvapen och sigill. Då malmen 1635 åter förenades med staden, omfattade bebyggelsen 1 000 gårdar mot 100 år 1609.
Med Sveriges stormaktstid utvecklades Stockholm på kort tid till en huvudstad av europeisk betydelse. Trettioåriga kriget hade till en början varit mycket lönsamt för Sverige och kraven på att Stockholm skulle vara en representativ storstad växte. Omfattande stadsplaneringar påbörjades under 1620-talets slut med början på Stadsholmens sydvästra del som hade förstörts i Stora branden 1625. Rollen som Sveriges förvaltningscentrum och officiell huvudstad befästes genom 1634 års regeringsform, då kungahus, regering, riksdag och centralförvaltning samlades till staden. Det ledde till en omfattande inflyttning av såväl vanliga medborgare som köpmän, politiker, ämbetsmän, militärer och en växande intellektuell elit. I Stockholm låg även rustningsindustrin och krigsflottans utskeppningshamn, här fanns den centrala förvaltningen och rikets styre. Samtidigt uppmuntrades bildandet av handelskompanier. Mer än två tredjedelar av utrikeshandeln gick via Stockholm. De adelsmän som gjort sig stora förmögenheter genom krigen anlade ståtliga palats inne i staden. På malmarna (främst Södermalm) anlades malmgårdar av de rikemän som föredrog att inte bo i den osunda Staden.
Även på andra områden ville makten visa Sveriges storhet;  ett stort örlogsskepp, regalskeppet Vasa, byggdes och sjösattes men sjönk redan på sin jungfruresa den 10 augusti 1628 utanför Beckholmen, där skulle det ligga till den 24 april 1961. År 1625 härjade den "stora vådelden" västra delen av Stadsholmen. Där lades sedan ut ett av stadens första rätvinkliga gatunät längs de båda nord-sydliga Nygatorna.

### Stadsmuseets 1600-tals panorama
Köptes 2009 av  Samfundet S:t Erik för 16 250 euro på auktionshuset Christie's den 23 juni 2009, och donerades till Stadsmuseet i Stockholm den 21 april 2010. Den visar Stockholm från Kungsklippan troligen under 1630-talet.

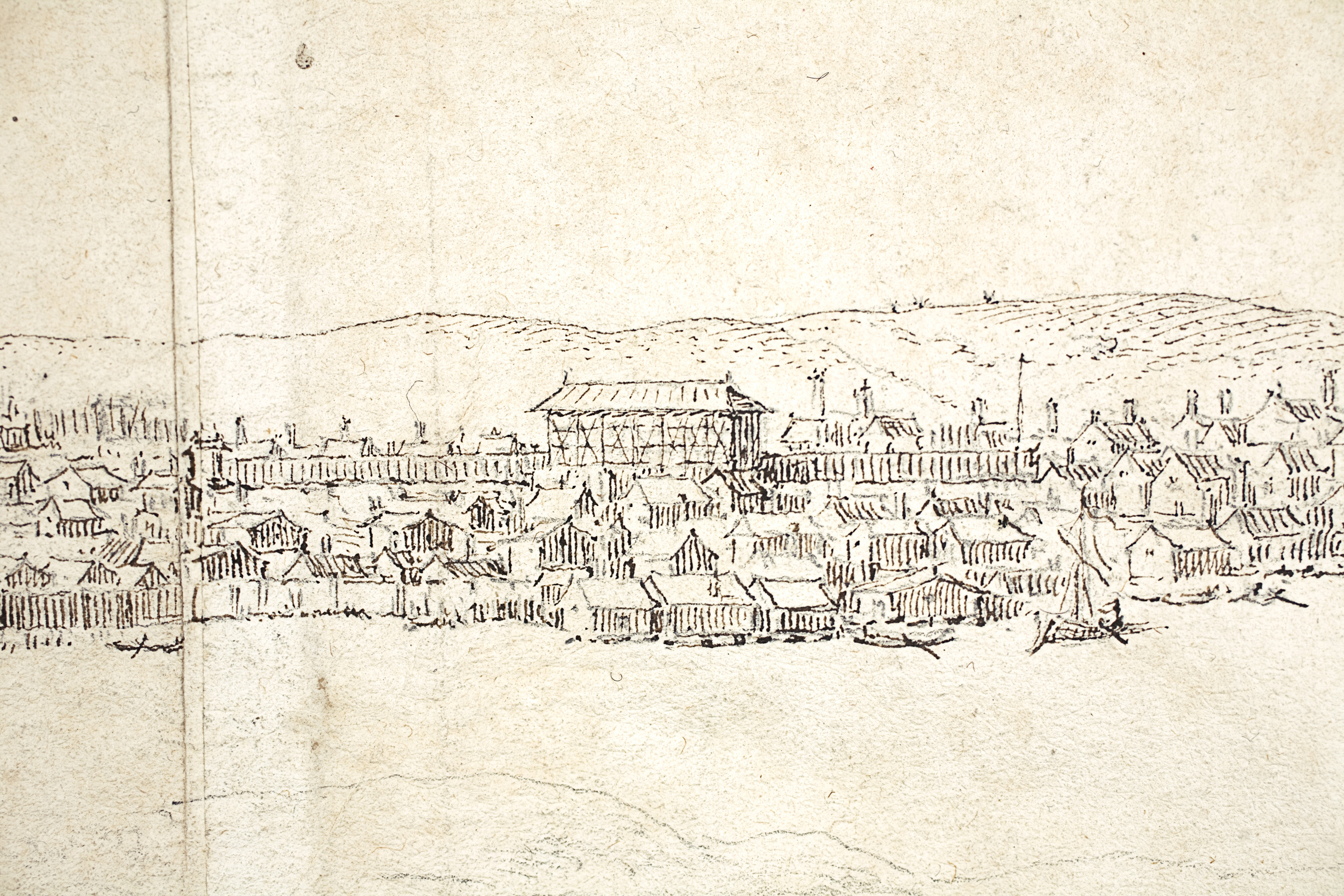
Norrmalm och Beridarebanan.
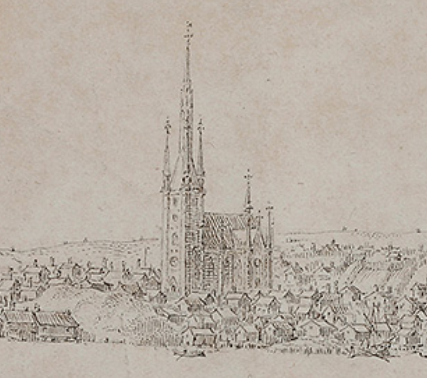
Klara med Klara kyrka.
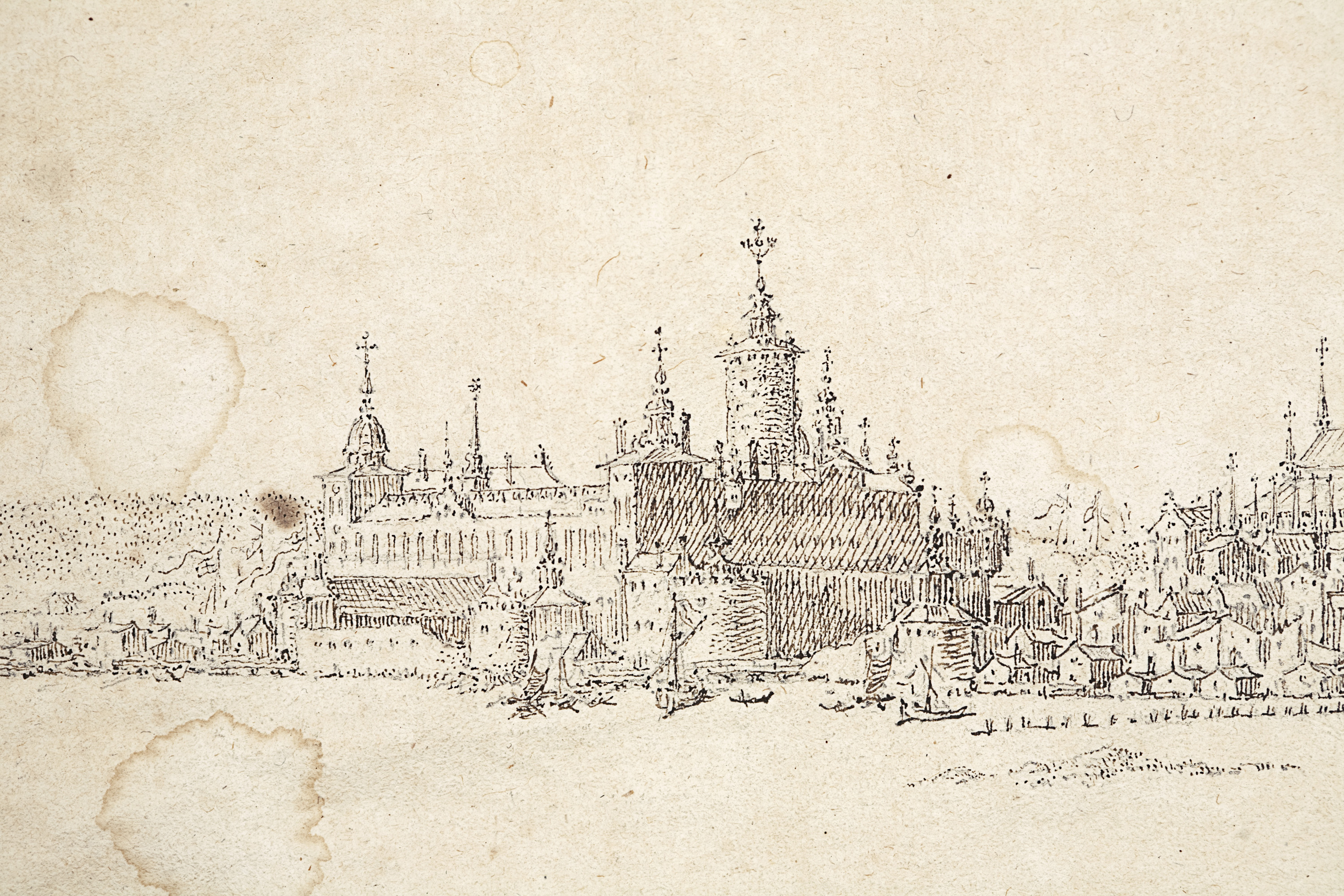
Slottet Tre kronor.
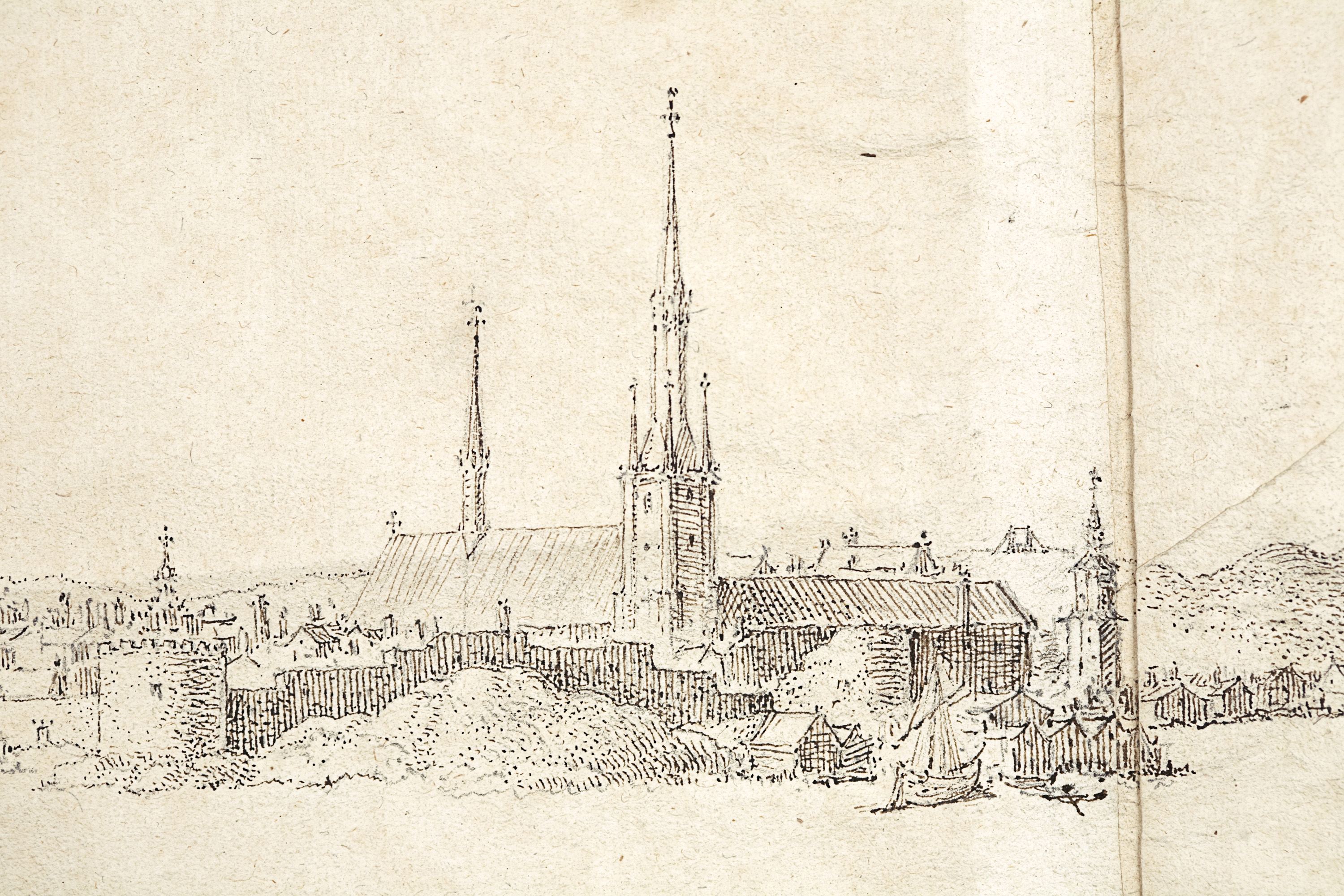
Riddarholmen.
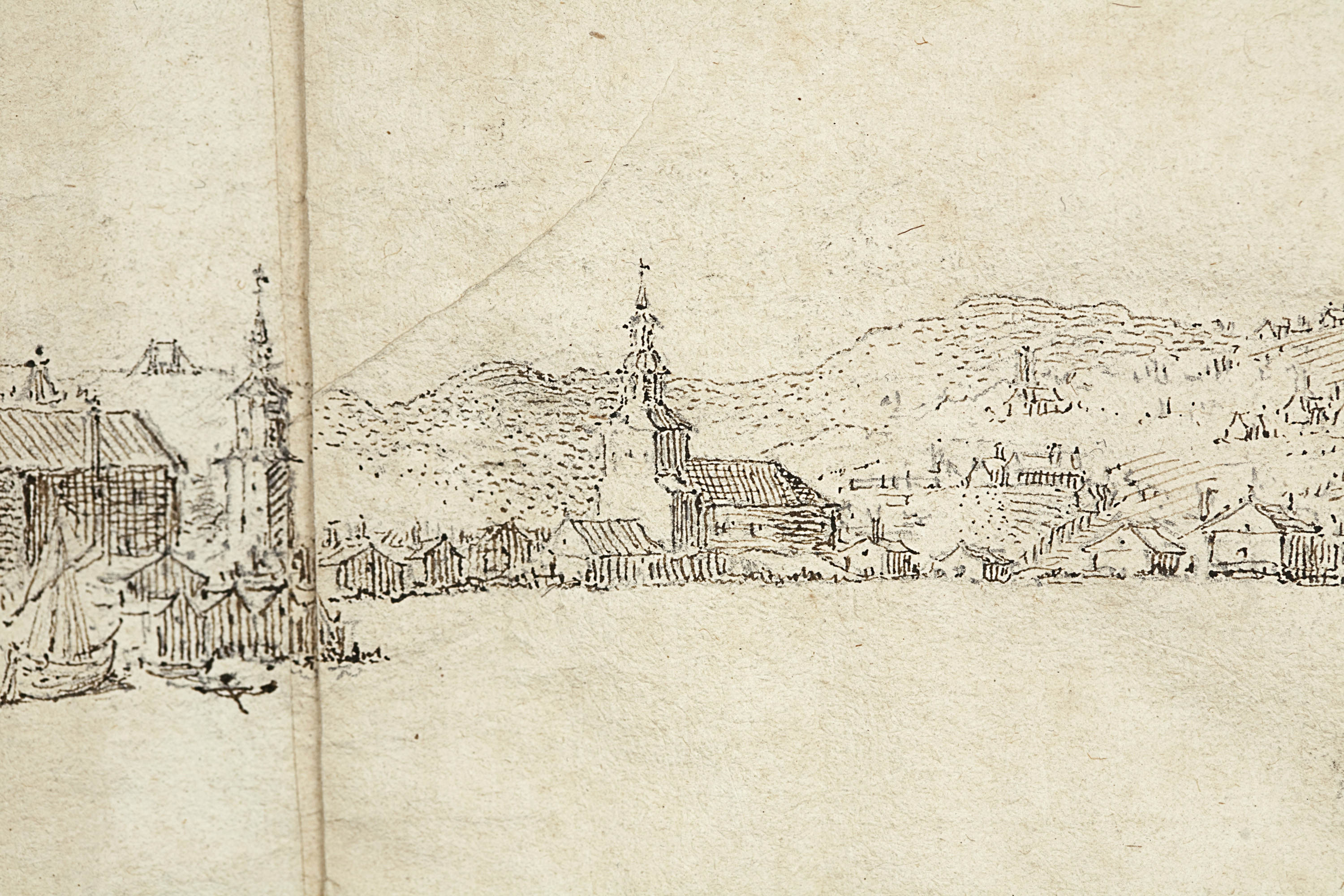
Söderport.

### Flemings rutnät och malmarnas planering

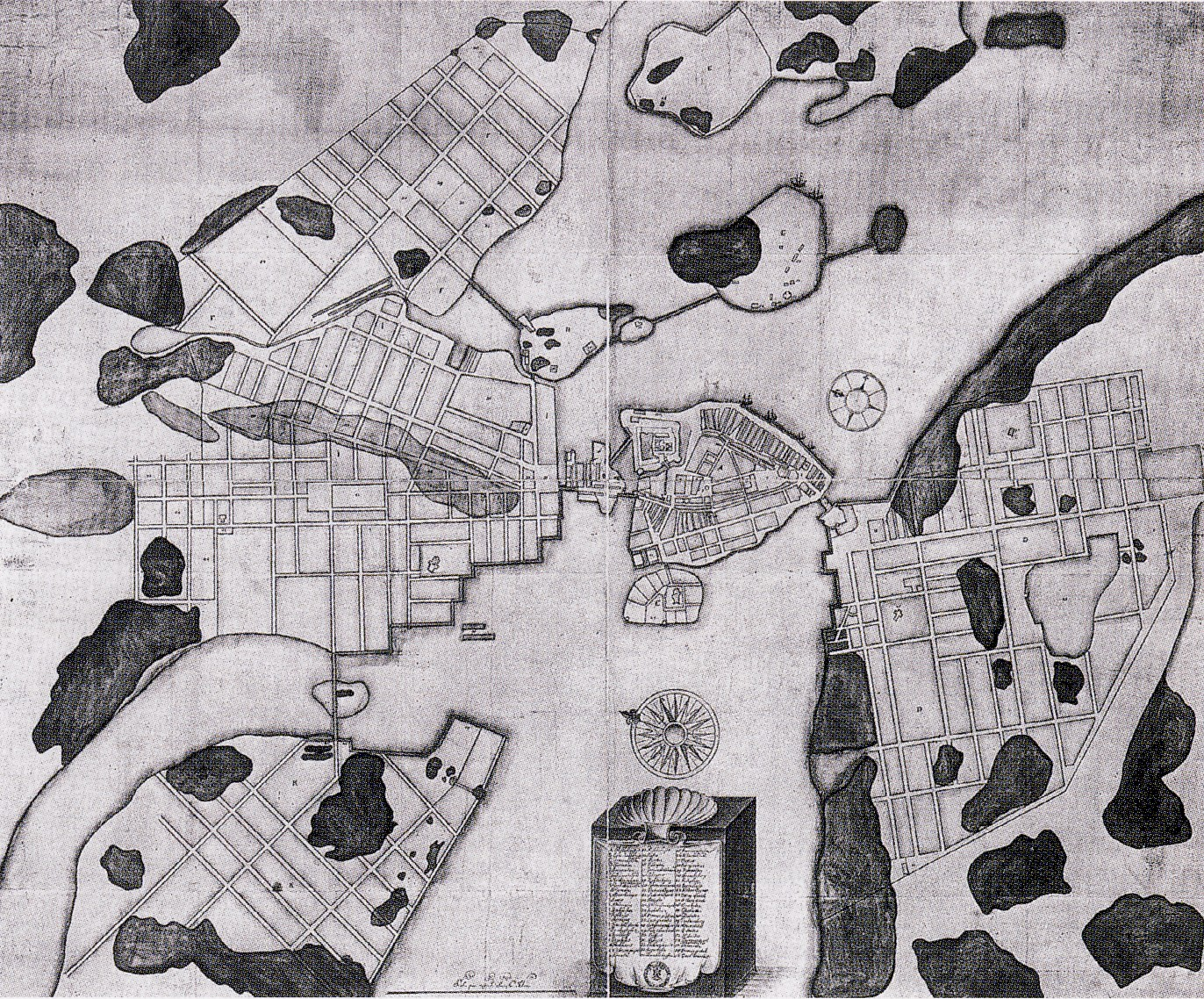
Norrmalm, Gamla Stan och Södermalm enligt Flemings rutnät. (Norr är till vänster.)

På 1630- till 1640-talen utvecklades under amiralen och överståthållaren Clas Larsson Fleming de första regleringarna på Norr- och Södermalm, allt under överinseende av hans chef Axel Oxenstierna. Idéerna kom från renässansen, det skulle vara regelbundna och rätvinkliga rutnät av gator och kvarter, där huvudgatornas riktning visade mot Slottet.
År 1636 erhöll generalkvartermästaren Olof Hansson Örnehufvud, som var Flemings närmaste man, regeringens uppdrag att göra "en dessein på gatorna så på malmarna som här i staden, tagandes dem så breda som han någonsin kan". Örnehufvud var elev och medhjälpare till generalmatematicus och kartografen Anders Bure och båda hade tidigare utarbetat planer för Jönköping och Göteborg. Till sin hjälp hade de även experter från Holland. Den som stod för själva planarbetet var stadsingenjören Anders Torstensson.
I mars 1637 restes de första mätpinnarna nedanför Hötorget för att staka ut Stoore Konnungz gatun (senare Drottninggatan). Stoore Konnungz gatun drogs rakt över den befintliga trähusbebyggelsen. Klara kyrka fick stå kvar i ensam majestät. I november 1641 beslutade riksrådet att starta "rifvandet på Södermalmen". Stadsplanen för Södermalms nordliga delar från 1641 eller 1642 upprättades troligen också av Anders Torstensson, då den bär tydligt hans handstil beträffande terränganpassning, utformning och variation. Även över Kongsholmens (Kungsholmen) östliga del lades ut ett rutnät med huvudriktning mot stadens centrum och Slottet.
Regleringen innebar att hundratals hus och gårdar revs eller flyttades för att ge plats till ståtliga stenhus. Med tanke på stadens storlek var det en omvandling som till sin omfattning var vida större än omdaningen av Stockholms city på 1950- till 1970-talen (den så kallade Norrmalmsregleringen).
Det skulle ta tid innan Flemings rutnät fylldes med bebyggelse. Den stora utbyggnaden av Stockholm stannade av vid 1670-talet. Befolkningen hade växt explosionsartat från 9 000 personer år 1630 till ungefär 35 000 år 1650 och vidare till 60 000 invånare år 1685, men därefter minskade ökningstakten. De många krigen, stormaktsväldets undergång kombinerad med statsfinansiella problem och den svåra pesten ledde till att befolkningen tidvis minskade.
Den 29 juli 1695 utfärdades av Stockholms Rådhus ett dekret hur man skulle hålla sin svin "antingen i Staden / eller på den deel aff Malmarne som med huus bebygda är". Straffet för att inte hålla sina svin på ett korrekt vis var 40 Marker.
År 1697 eldhärjades slottet Tre Kronor i den stora Slottsbranden. Det enda som återstod efter branden var i stort sett norra gaveln mot Norrström, uppförd 1692 efter Nicodemus Tessin den yngres ritningar. Återuppbyggnaden av slottet inleddes omedelbart, men kom att avstanna 1709 och återupptogs inte förrän 1727. Det nya slottet skulle inte komma att stå klart förrän på 1750-talet. Kungafamiljen flyttade under tiden till Wrangelska palatset på Riddarholmen.

## Borgarnas stad och upplysningen, 1700-talet

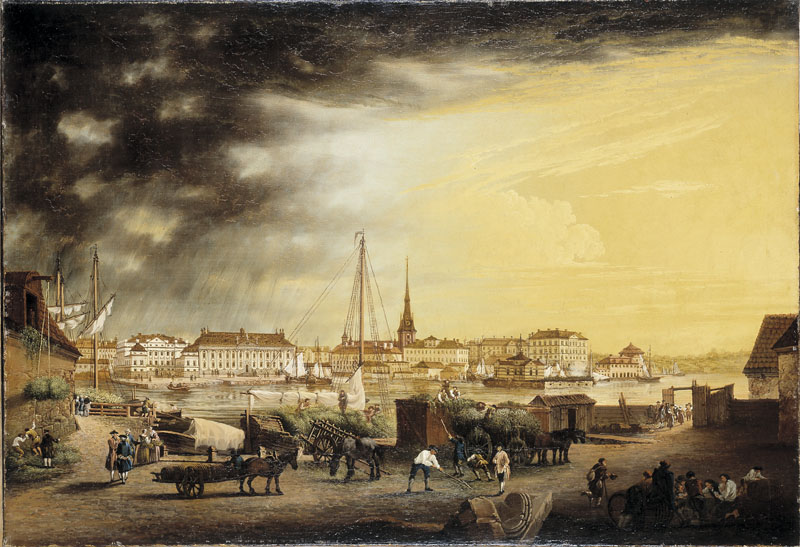
Utsikt över Rådhuset, Riddarhuset samt Riddarholmen från Rödbotorget 1768 (Johan Sevenbom).

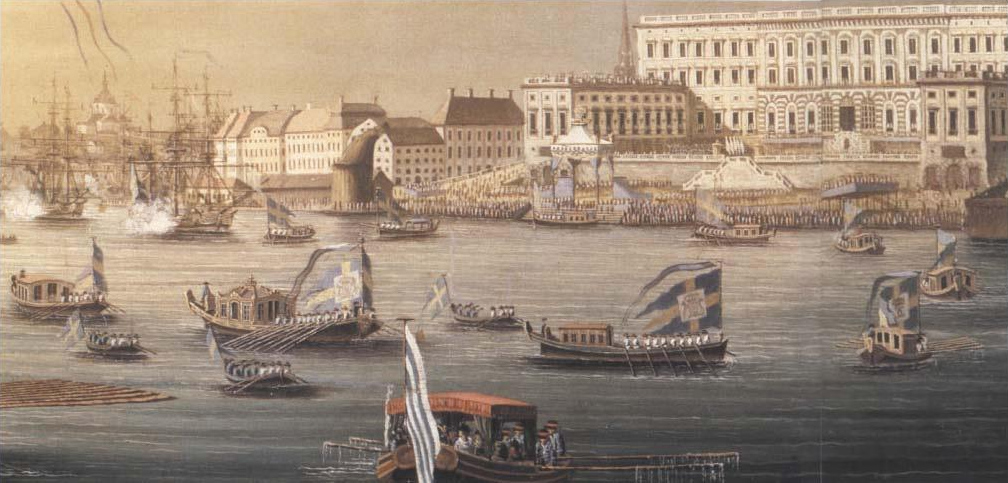
Hertig Karls blivande maka, Hedvig Elisabet Charlotta av Holstein-Gottorp, gör sitt intåg i Stockholm 7 juli 1774 (Pehr Hilleström).

Början av 1700-talet innebar slutet på Sveriges ställning som stormakt. I början av 1710-talet drabbades Stockholm av en svår pestepidemi som ledde till att cirka 40 procent av befolkningen dog.
I mitten av 1700-talet hade Stockholm fortfarande omkring 60 000 invånare och var Sveriges största industristad. I faktorierna på malmarna gjordes försök med att tillverka siden från inhemskt odlat silke, till tobaksodlingar, allt i avsikt att göra landet oberoende av onödig import från utlandet. Under denna period, Frihetstiden och Upplysningen förflyttades stadens centrum till Norrmalm, där ståtliga palats och institutionsbyggnader uppfördes.
Under Gustav III:s regeringstid 1771–1792 upplevde staden ett kulturellt uppsving. På kungens initiativ tillkom bland annat Hagaparken, Musikaliska akademien, Målar- och bildhuggarakademien, Svenska teatern, Gustav III:s opera, Kungliga Baletten,  Svenska akademien samt Vitterhets- historie- och antikvitetsakademien.
Gustav III:s storslagna plan för Stora Haga slott i Hagaparken förblev bara en dröm och ett påbörjat byggnadsprojekt. Uppförandet hann inte mer än till grunden innan kungen mördades i mars 1792 och bygget avstannade.
1700-talet var Upplysningens tidsperiod, att forska, systematisera och registrera låg i tidens anda. Det var vid samma tid som Carl von Linné lade grunden för den moderna nomenklaturen inom biologin och den moderna systematiken som grupperar växter och djur. Med Petrus Tillaeus stockholmskarta General Charta Öfver Stockholm med Malmare från 1733 kom ordning och viss stabilitet i gatunamnen. Tillaeus karta var den första tryckta kartan med angivna gatunamn. Kartan visade inte bara gatunamn utan även kvartersbeteckningar med tätskrivna förklaringar längs kartans sidor. Tillaeus karta blev även, genom sin officiella karaktär, det dokument som ”tog över” om det fanns flera namn för samma gata. Tryckplåtarna till kartan finns fortfarande kvar i Stockholms stadsarkiv.
År 1728 kom den första adresskalendern och 1740 den första alfabetiska förteckningen över Stockholms gatunamn. 1763 förordnade en kungörelse att gatu- och grändnamn skulle anges på tavlor uppsatta på husen och först sjuttio år senare, den 7 mars 1832, kungjorde överståthållarämbetet att husen skulle numreras efter gatan och ej som tidigare inom kvarteret.

## Industrialismen, 1800-talet

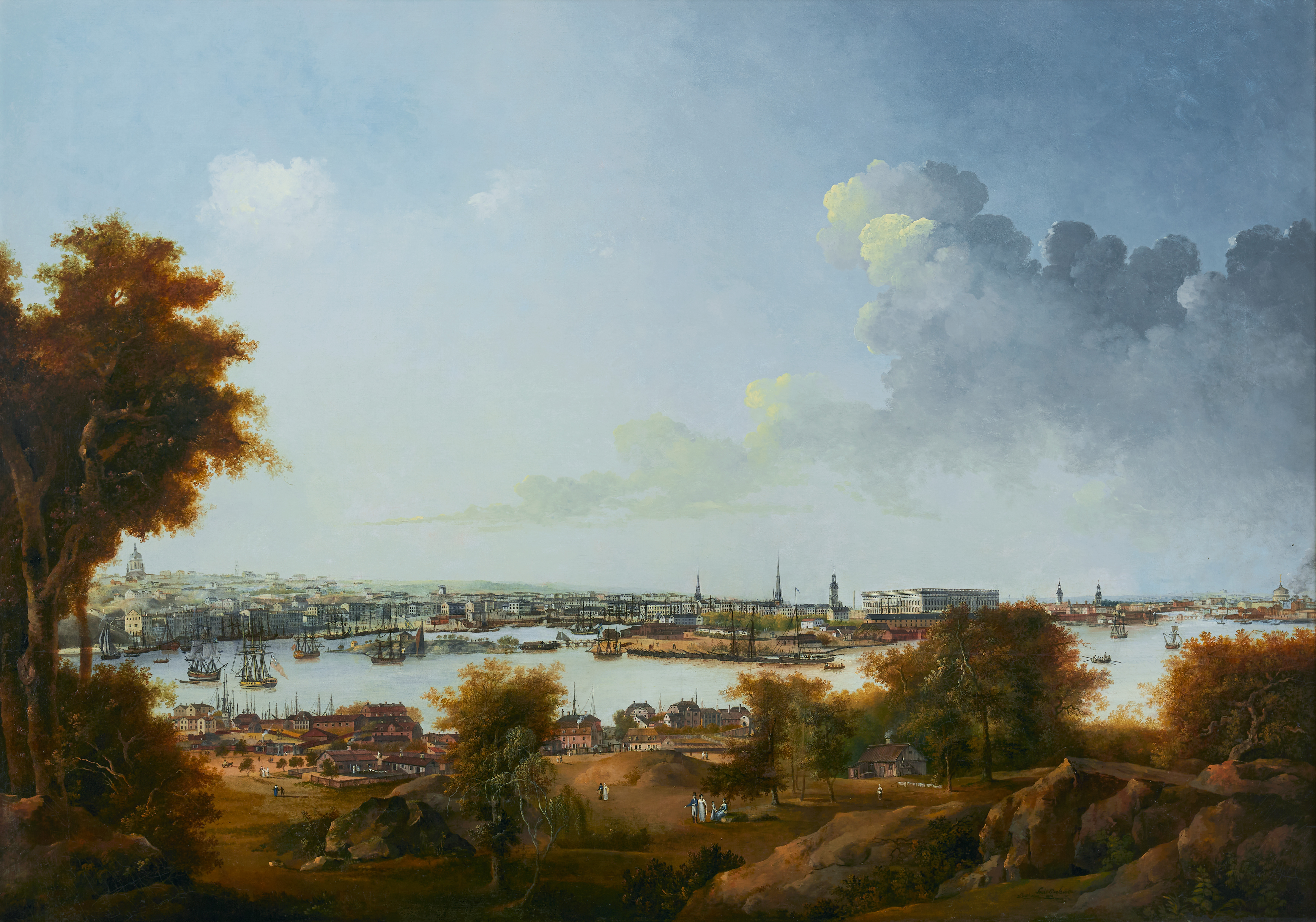
Vy över Stockholm från Djurgården av Louis Belanger. (1810)

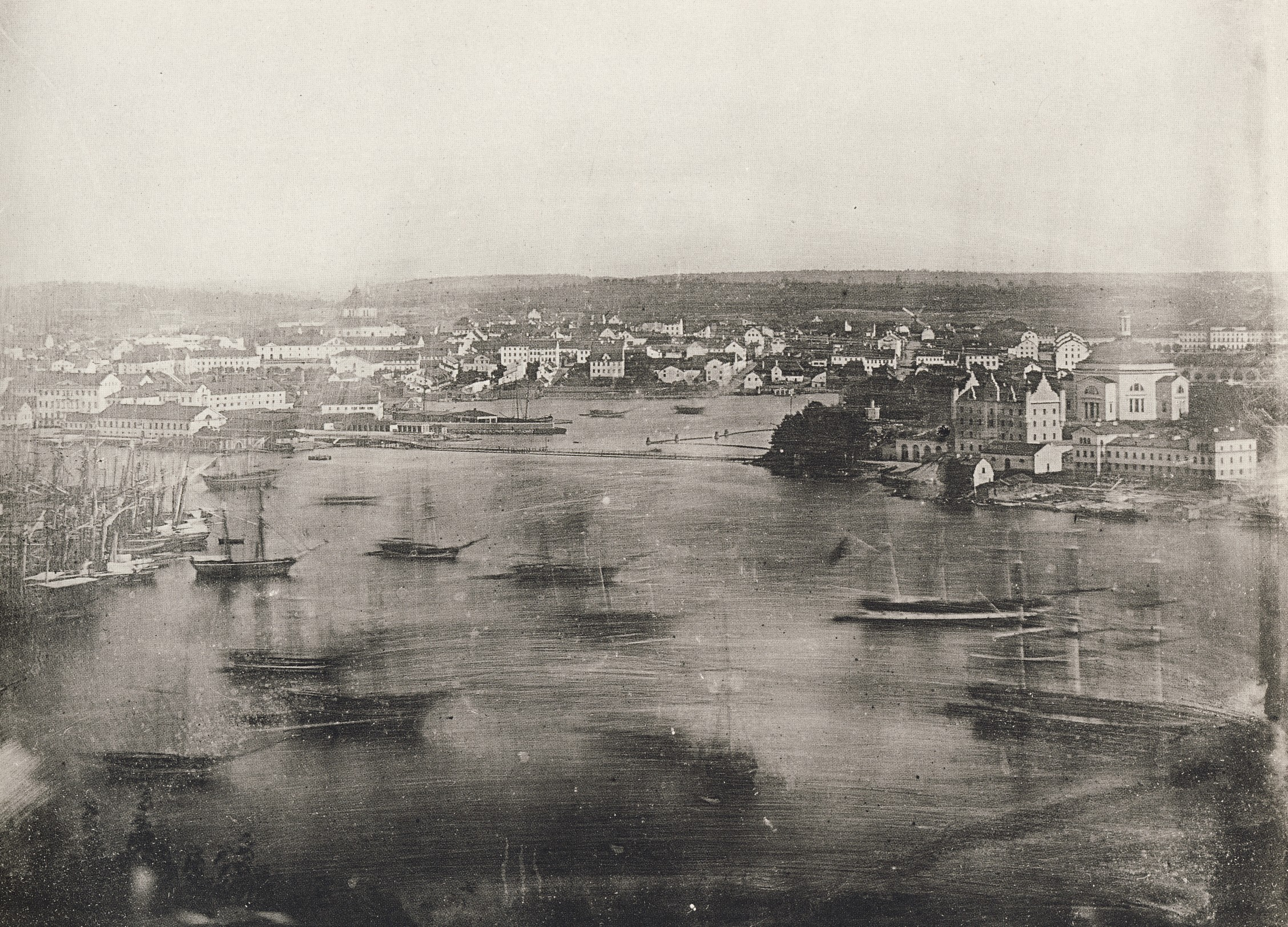
Daguerreotypi från Södermalm mot Blasieholmen, Ladugårdslandet och Skeppsholmen. (1846)

Första hälften av 1800-talet innebar en stagnationsperiod för Stockholm, liksom för hela Sverige. Staden hade 71 000 invånare år 1810. Trångboddhet, fattigdom, svält, bristande hygieniska förhållanden och grasserande sjukdomar var stora problem. Missväxten i jordbruket ledde till att många människor från landsbygden sökte sig till staden, där de hade svårt att finna sin försörjning. Dödligheten var mycket hög, även mätt i jämförelse med andra europeiska storstäder. Det var den sanitära situationen som var mycket otillfredsställande vid 1800-talets mitt. Ännu på 1850-talet dog vart tredje barn före ett års ålder och medellivslängden i Stockholm var endast 20 år för män och 26 år för kvinnor.
Industrialiseringen kom igång på allvar i Sverige under 1860- och 70-talen. Denna period kom att bli en av stadens mest expansiva perioder. Nya arbetstillfällen skapades, liksom nytt investeringsvilligt kapital. År 1870 hade Stockholms folkmängd expanderat till 136 000 individer. Stockholm hade då ungefär 2,5 gånger så stor befolkning som landets andra stad, som nu var Göteborg. En ny stadsplan togs fram under ledning av stadsplaneraren och politikern Albert Lindhagen. Den hade sin förebild i bland annat Berlins och Paris stadsplaner och dess rätlinjiga system av esplanader, stjärnplatser och alléer gjorde Stockholm till en storstad.
Den 18 december 1853 tändes den första gaslyktan på Norrbro med gas som kom från Klaragasverket. Så sent som 1861 invigdes Stockholms första vattenverk, Skanstullsverket vid Årstaviken och Stockholms första elektricitetsverk blev Brunkebergsverket vid Regeringsgatan som började leverera 110 volt likström den 13 september 1892. Även kollektivtrafiken satte igång med hästdragna spårvagnar och bussar.
Järnvägens tillkomst hade en stor betydelse för stadens utveckling. År 1860 invigdes den första banan till Stockholm då linjen mellan Stockholm och Södertälje öppnades för trafik. Järnvägsstationen, Stockholms södra placerades på Södermalm, på den plats som idag kallas södra stationsområdet. Sex år senare invigdes järnvägen mellan Stockholm och Uppsala. Stationen för denna bana, Stockholms norra, låg vid Norra bantorget. Av stor betydelse för järnvägens utveckling i Stockholm var dock beslutet om byggandet av den så kallade sammanbindningsbanan från Södermalm till Norra bantorget med en ny järnvägsstation på Norrmalm, Stockholms centralstation. Sammanbindningsbanan invigdes år 1871. Övriga järnvägslinjer som tillkom under 1800-talet var Stockholm-Västerås-Bergslagens Järnvägar 1876, järnvägen till Värtahamnen 1882, den smalspåriga järnvägen Stockholm-Rimbo Järnväg 1882–1884 med slutstationen Stockholms östra samt Stockholm-Saltsjöns Järnväg med slutstation vid Stadsgården.
På 1880- och 1890-talen växte den nya stadsdelen Östermalm fram på det som tidigare kallats Ladugårdslandet. Där hade tidigare legat förfallna stugor och ruckel, samt militära garnisonsbyggnader. Istället byggdes nu luxuösa stenhus i patricierstil för stadens överklass. Även på Södermalm, Kungsholmen och Norrmalm bredde stenstaden ut sig. I slutet av 1890-talet har Stockholm flest telefoner jämförd med världens städer. På 40 år hade stadens befolkning mer än fördubblas; från 93 000 år 1850, till hela 246 000 invånare år 1890.

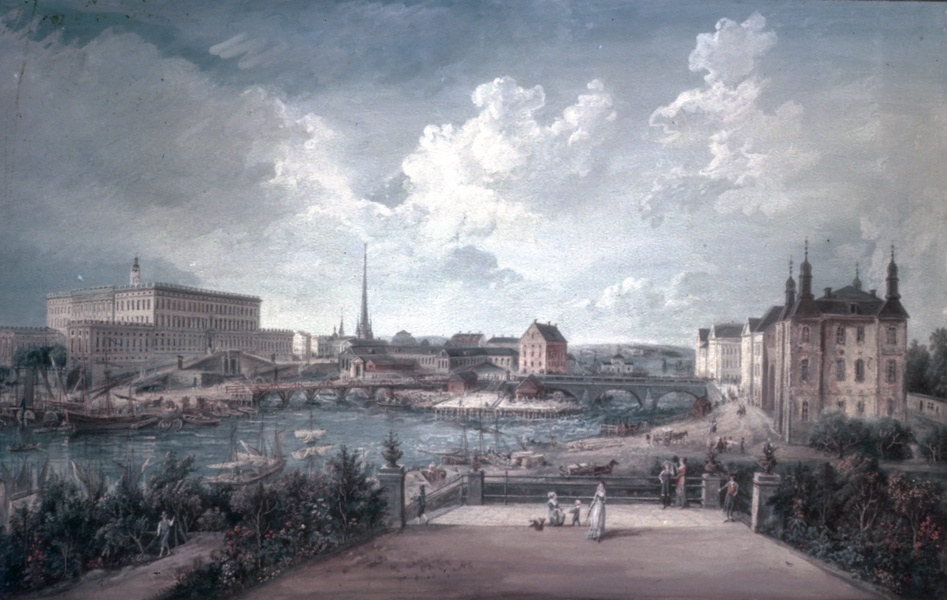
Utsikt över Stockholm, Elias Martin. (ca 1800)
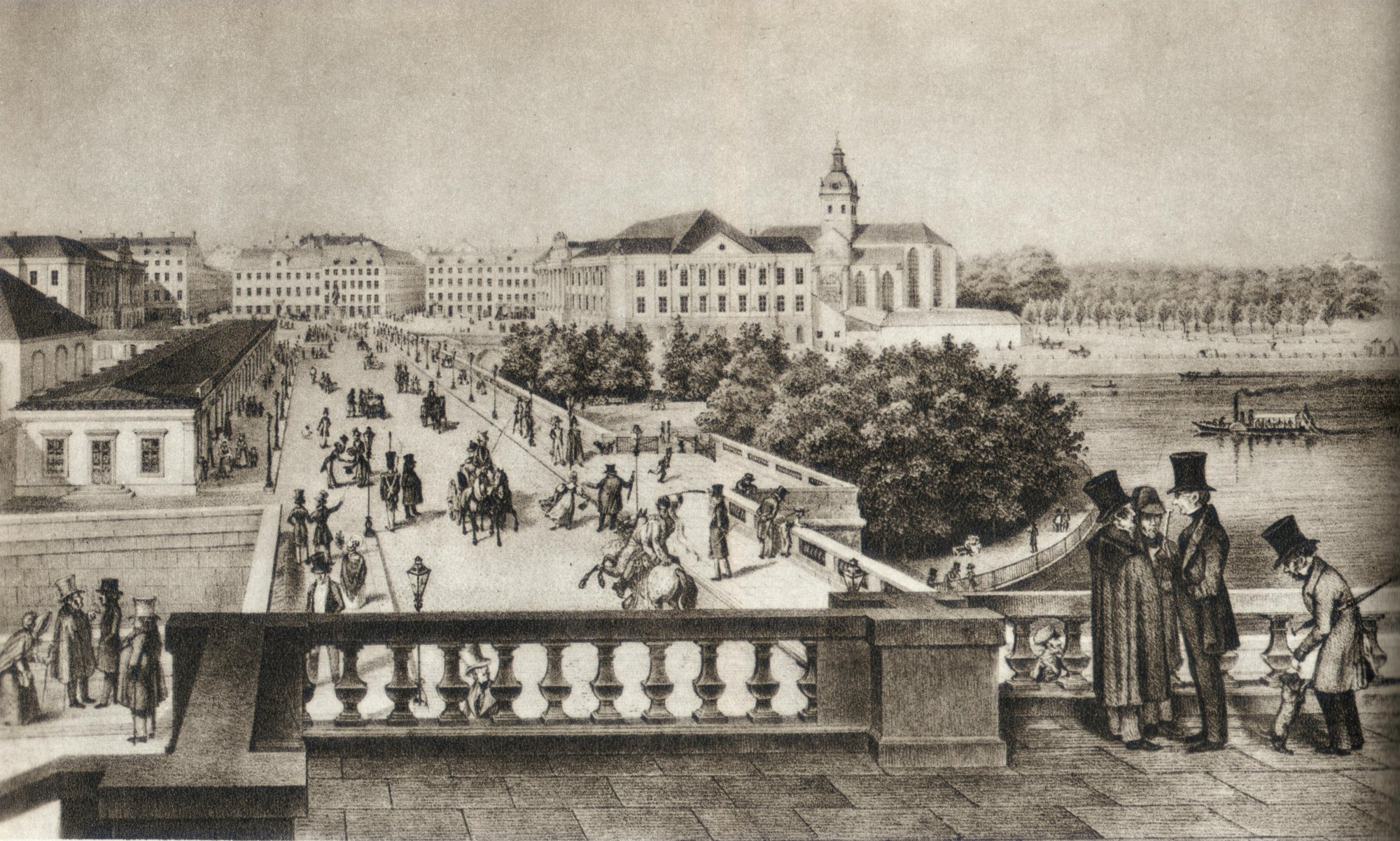
Norrbro på 1840-talet. Litografi av J.H. Strömer.
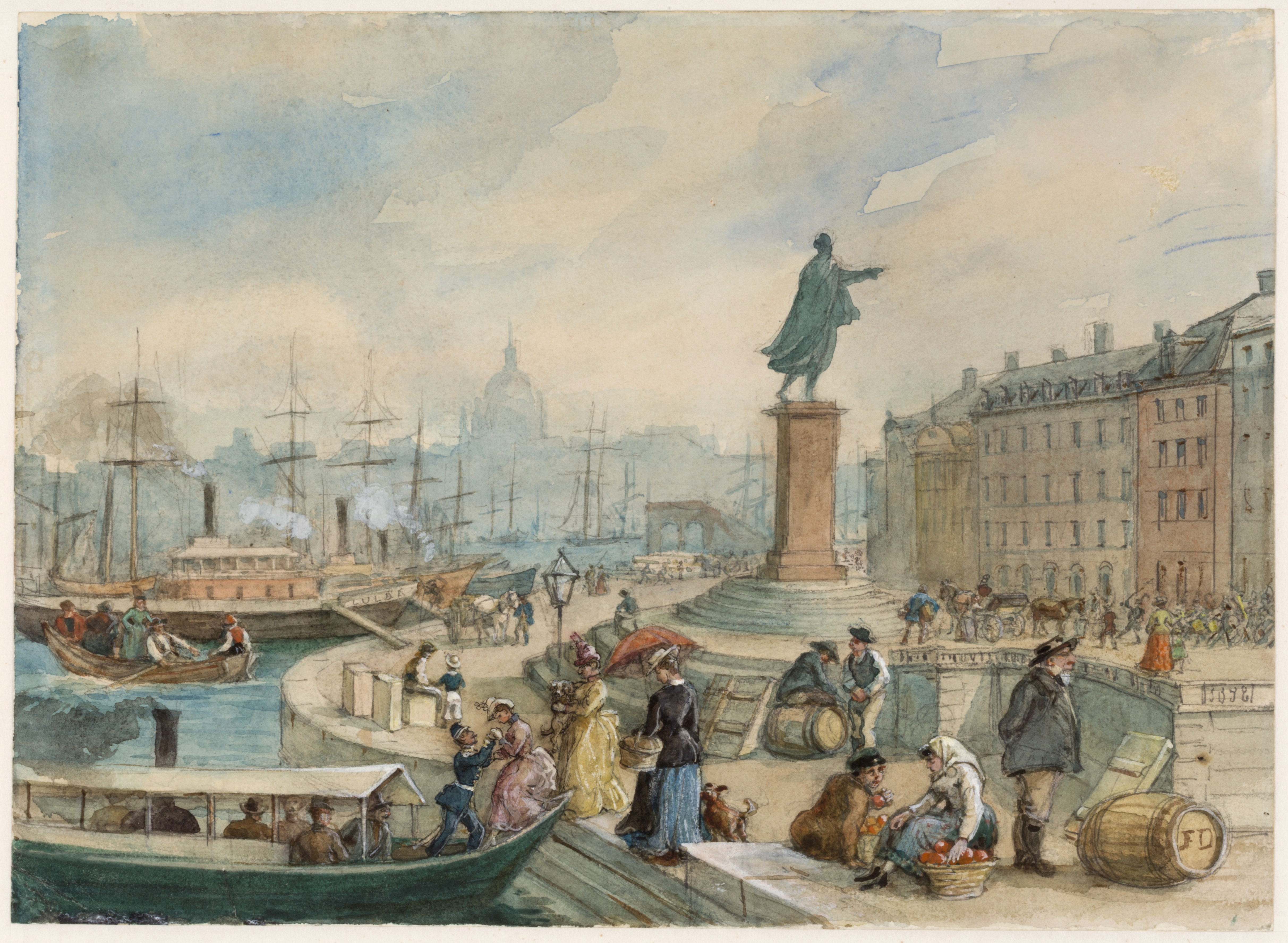
Sergels staty över Gustav III på Skeppsbron, av Fritz von Dardel. (1860)
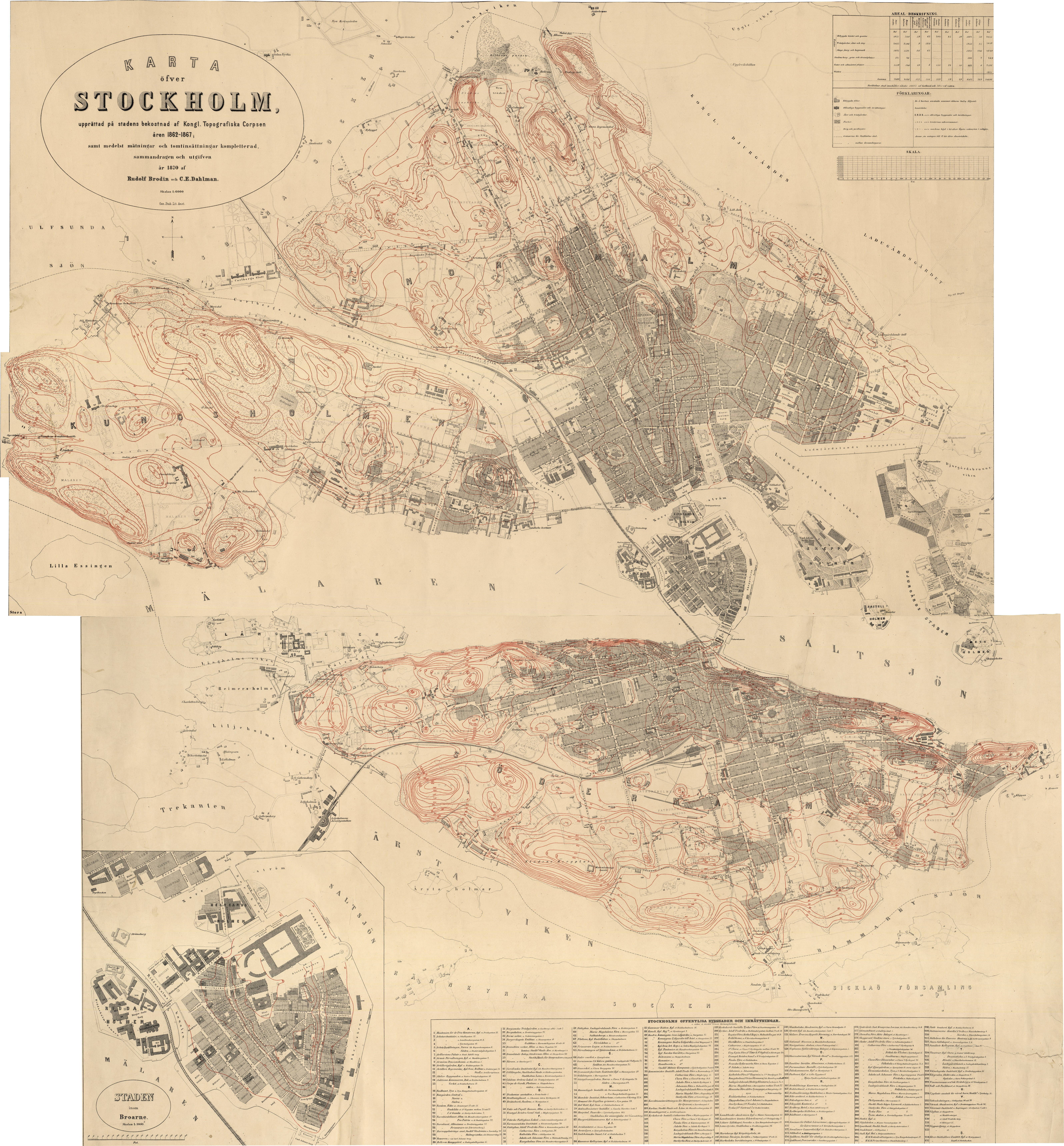
Stadskarta över Stockholm. (1870)
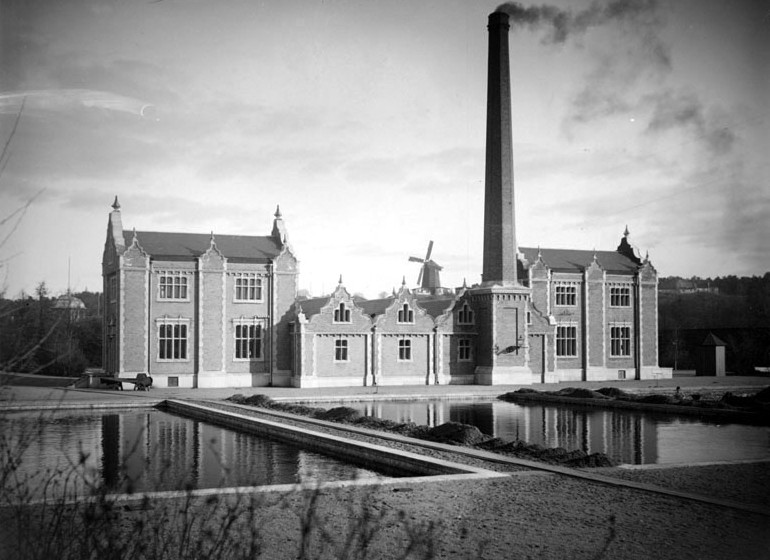
Stadens andra vattenverk, Eriksdalsverket vid Årstaviken. (1890)
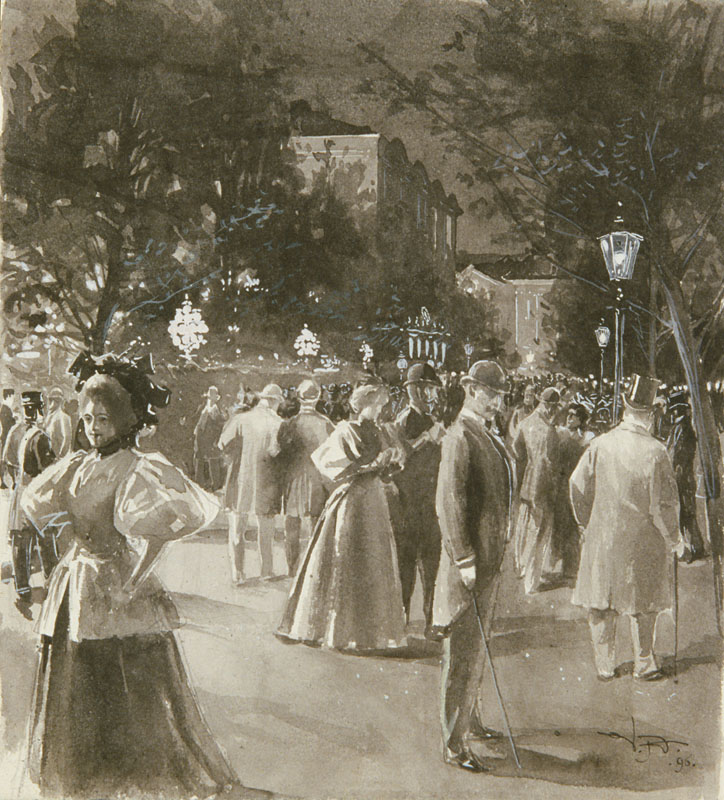
Kungsträdgården av Victor Andrén. (1896)

## Den moderna storstaden, 1900- till 2000-talen

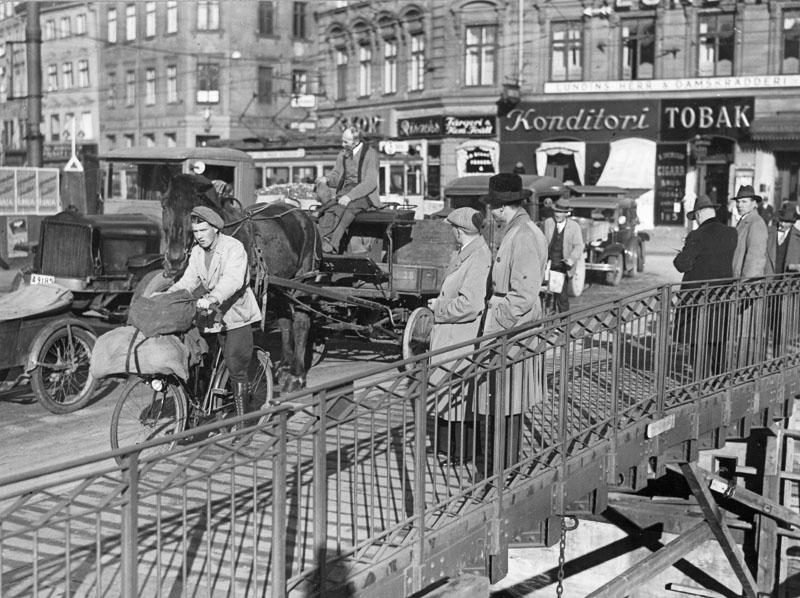
Slusseneländet, trafikstockning vid Slussen, cirka 1930.

Början av 1900-talet innebar en politiskt turbulent tid i och med arbetarrörelsens protester mot de usla arbets- och levnadsförhållandena. Det första årtiondet präglades av stora demonstrationer och i vissa fall upplopp, som vid Storstrejken 1909.

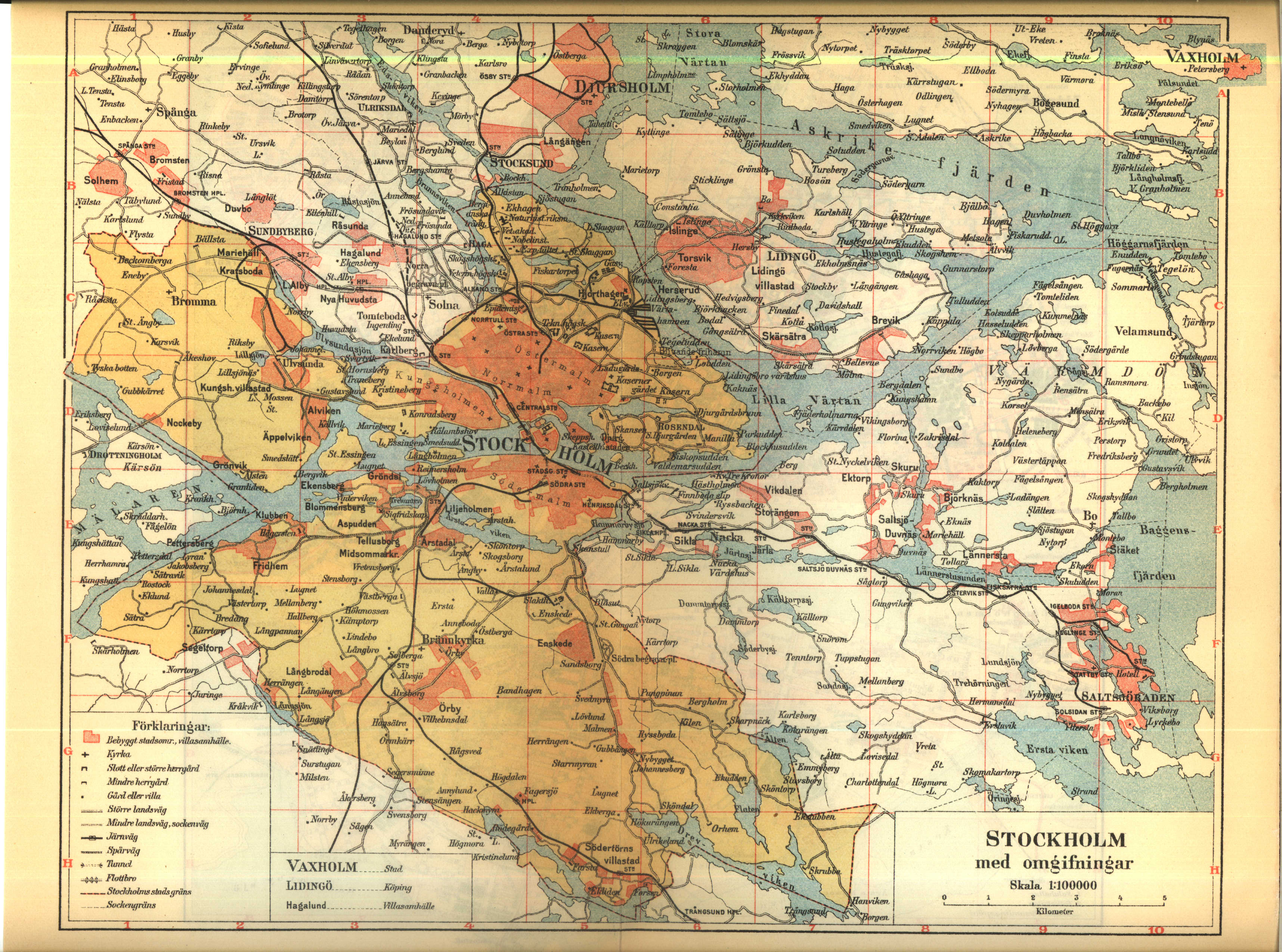
Stockholmskarta från 1917.

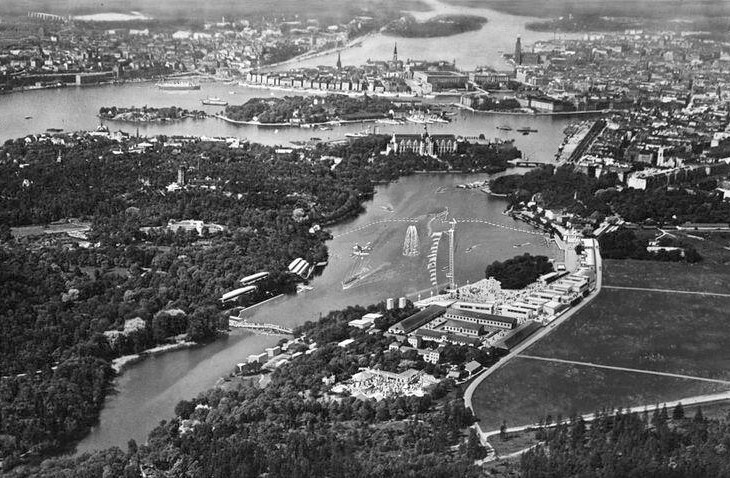
Flygfoto över Stockholmsutställningen 1930.

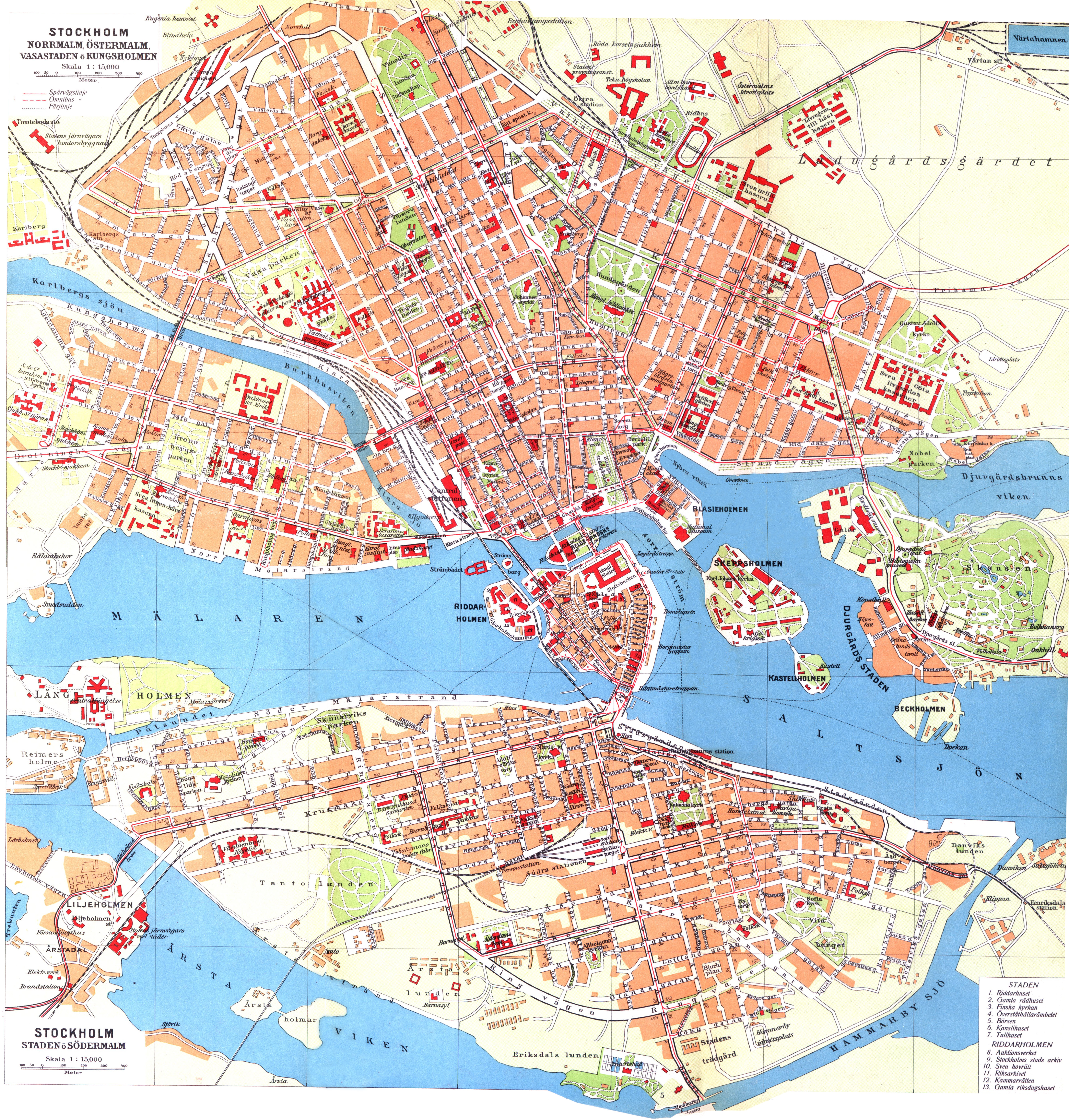
Karta över Stockholms innerstad från 1928.

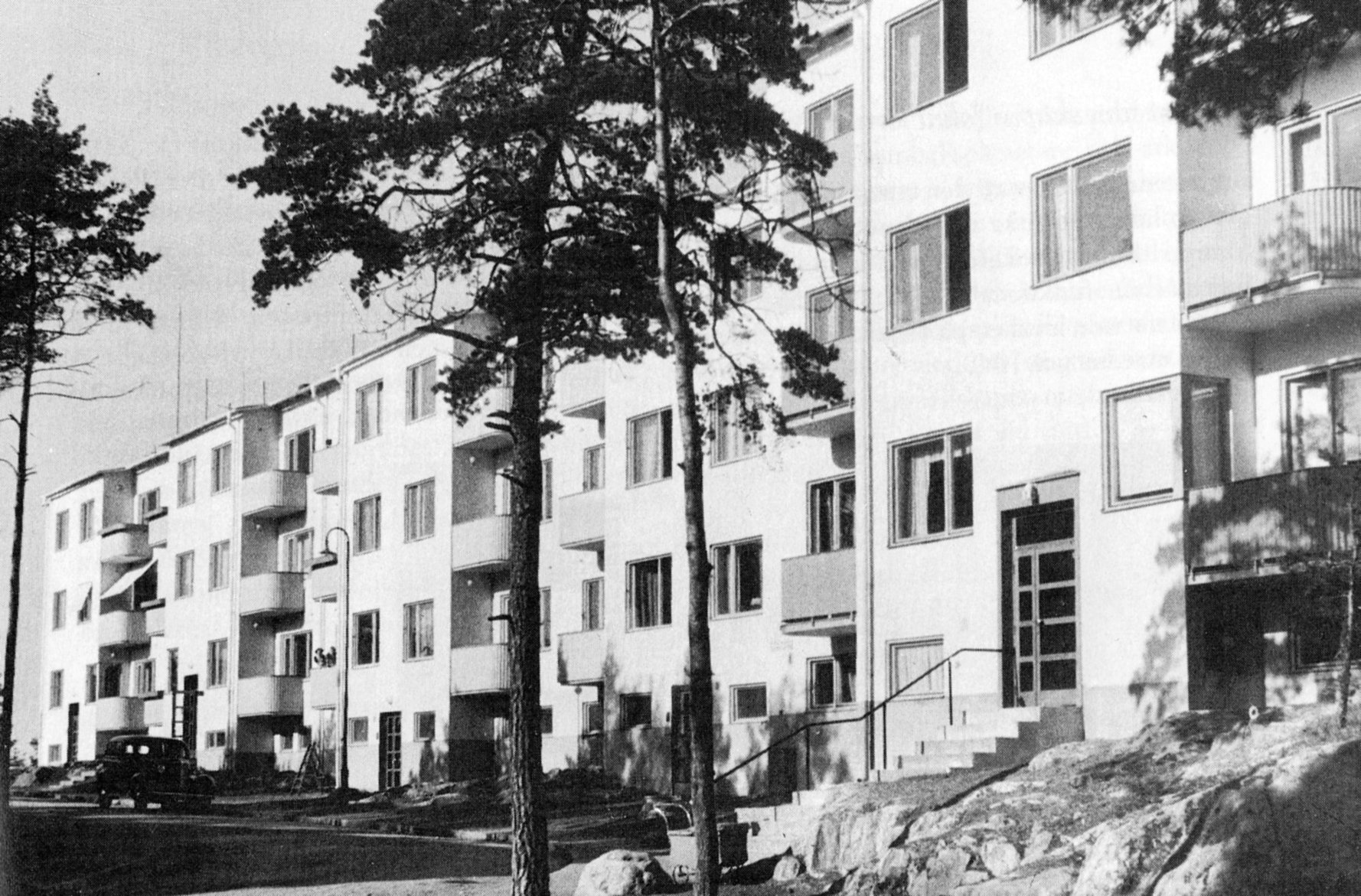
Hammarbyhöjden, tidigt 1940-tal.

Det sena 1800-talet och 1900-talets första decennier innebar en enorm tillväxt för staden. Staden började därför att expandera snabbt utanför stadstullarna. År 1910 hade Stockholm 340 000 invånare, tio år senare omkring 420 000. Kring sekelskiftet inleddes arbetet med att elektrifiera spårvägstrafiken. Under första världskriget avstannade bostadsbyggandet nästan helt. Bostadsbrist förvandlades till bostadsnöd. I början av 1920-talet fanns det bara ett land som hade en större trångboddhet än Sverige vid den här tidpunkten och det var Finland. Mellan 1917 och 1924 byggdes cirka 2 500 nödbostäder för att lindra den största nöden. Olika förslag till subventioner och låneformer prövades, bland annat Statens bostadslånefond 1924. Hyresgästerna slöt sig 1923 samman till Hyresgästernas Sparkasse- och Byggnadsförening (HSB), som under arkitekt Sven Wallander producerade många billiga och bra bostäder, som Kungsklippan på Kungsholmen i Stockholm.
På midsommarafton 1923, på dagen 400 år efter Gustav Vasas intåg i Stockholm, invigdes Stockholms stadshus. Då hade det gått 16 år av projektering, planering och byggarbeten. Stadshuset, ritat av Ragnar Östberg blev ett av Sveriges främsta byggnadsverk från nationalromantiken.
I mitten av 1920-talet inleddes den så kallade egnahemsrörelsen, som syftade till att arbetar- och hantverkarfamiljer skulle, på ekonomiskt fördelaktiga villkor kunna skaffa sig ett eget småhus. Mellan 1925 och 1930 ökade bilismen i Stockholm med 100% från cirka 9 000 motorfordon till cirka 17 800 och stadsplanerarnas största uppgift i den industrialiserade världen blev att anpassa staden till bilen, så även i Stockholm. Under Yngve Larsson som gatu- och stadsbyggnadsborgarråd och finansborgarrådet Hjalmar Mehr samt stadsbyggnadsdirektörerna Albert Lilienberg och senare Sven Markelius skulle staden och speciellt Nedre Norrmalm anpassas till bilen och den planerade tunnelbanan, men även den omoderna, ohälsosamma och trånga stenstaden skulle anpassas till moderna krav. På kort tid invigdes flera stora infrastrukturprojekt: Tranebergsbron (1934), Västerbron (1935), Slussen (1935) och Bromma flygplats (1936).

### Krigsår och funktionalism
Modernismen, eller funktionalismen, som stilformen kallades i Sverige, hade fått sitt genombrott i början av 1930-talet med Stockholmsutställningen 1930. Efter tysk förebild byggdes så kallade smalhus i bland annat Stockholmsförorterna Traneberg (1937), Hammarbyhöjden (1938) och Årsta (1943) och för barnrika, finanssvaga familjer uppfördes subventionerade så kallade barnrikehus. Alla hus byggdes med centralvärme, och alla bostäder hade eget badrum med vattentoalett och rinnande kallt och varmt vatten, ett för tiden modernt kök och de flesta även en balkong. En förgrundsgestalt inom stadsplaneringen av Stockholms nya förstäder var arkitekt Thure Bergentz, medarbetare till Albert Lilienberg. Bergentz skapade en lång rad stadsplaner bland andra för Norra och Södra Ängby, Traneberg, Midsommarkransen och Västertorp. 

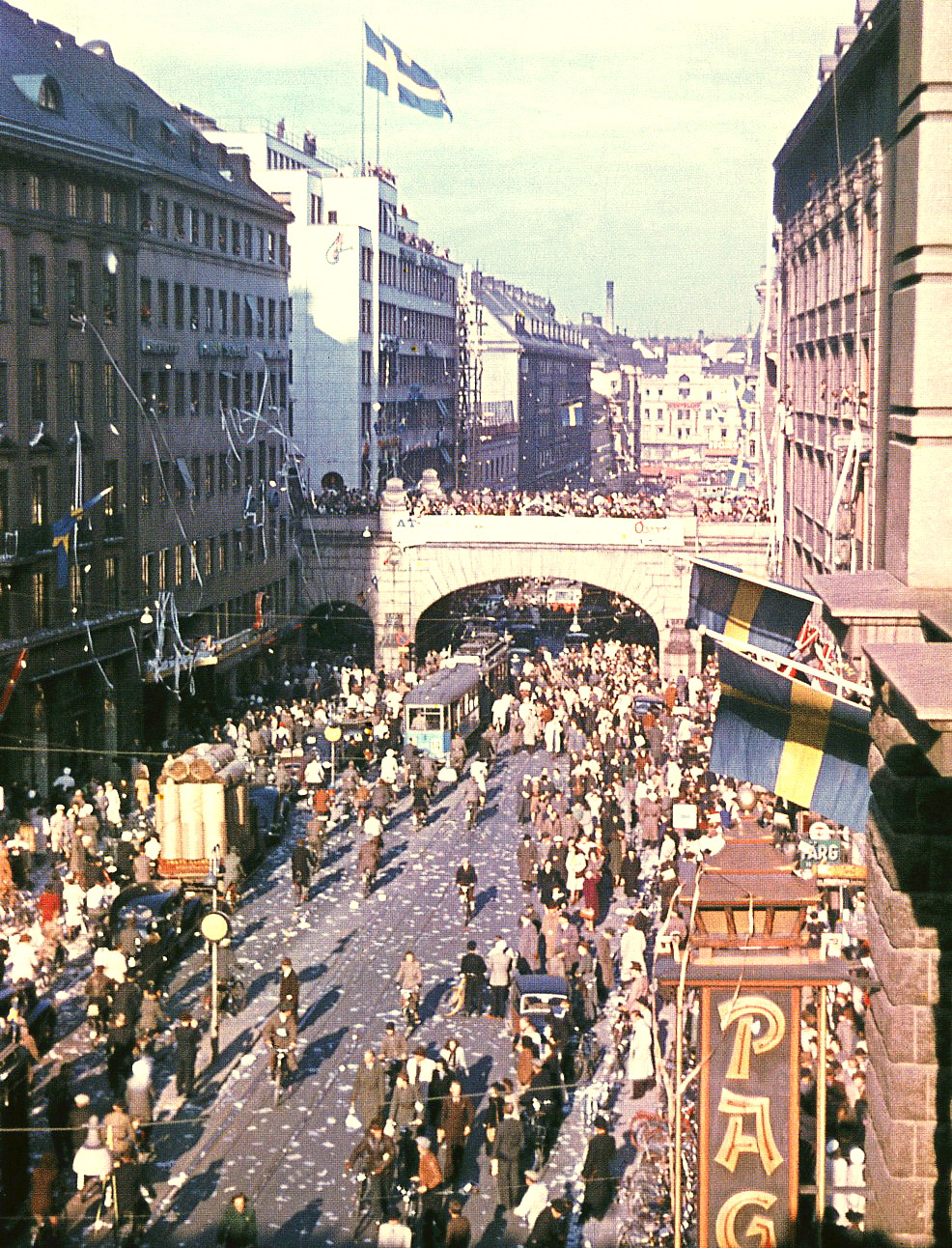
Fredsdagen på Kungsgatan, 7 maj 1945.

Vid Odengatan 31 öppnade 1941 Konsum Stockholm efter amerikanskt mönster Sveriges första självbetjäningsbutik. "Snabbköpet" låg i basarbyggnaderna vid Stockholms stadsbibliotek. Men det skulle dröja tills efter andra världskriget innan butiksformen slog igenom.
Vid krigsutbrottet i september 1939 fanns inga allmänna, civila skyddsrum i Stockholm, men man började med schaktarbetena för Skyddsrummet Hötorget i oktober 1939. Det fanns inte heller något ordnat luftförsvar. Biltrafiken minskade drastiskt på grund av drivmedelsransoneringen. Stadsbilden präglades av cyklister, några gengasdrivna fordon och massor av vedtravar. Krigsvintrarna 1941/1942 blev extremt kalla och sommaren 1942  rådde det svår matbrist trots ransoneringarna. Varje måndag klockan tre provades flyglarmssirener. Mörkläggning rådde och alla gatlyktor var släckta. Nationalmuseum evakuerade sina viktigaste samlingar redan 1939.
Stockholms kraftiga tillväxt fortsatte till följd av Sveriges urbanisering. År 1940 hade staden 590 000 invånare.

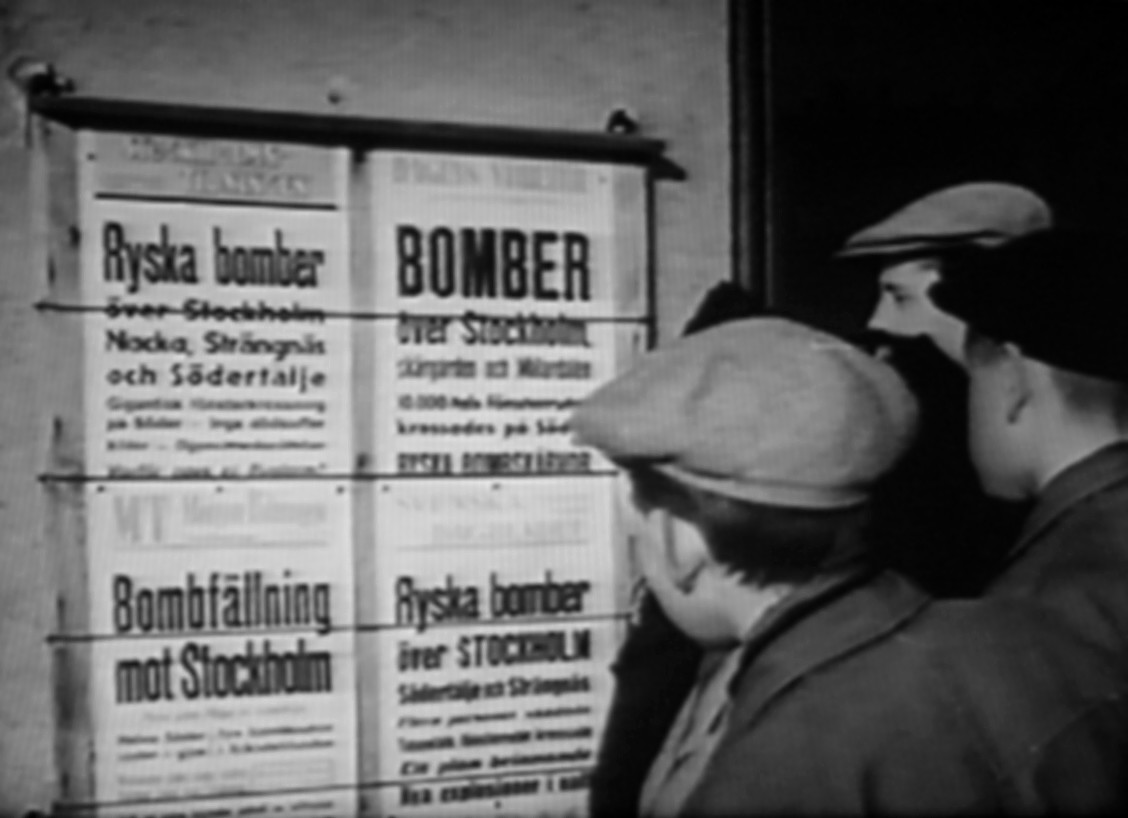
"Ryska smällen", löpsedlar den 23 februari 1944.

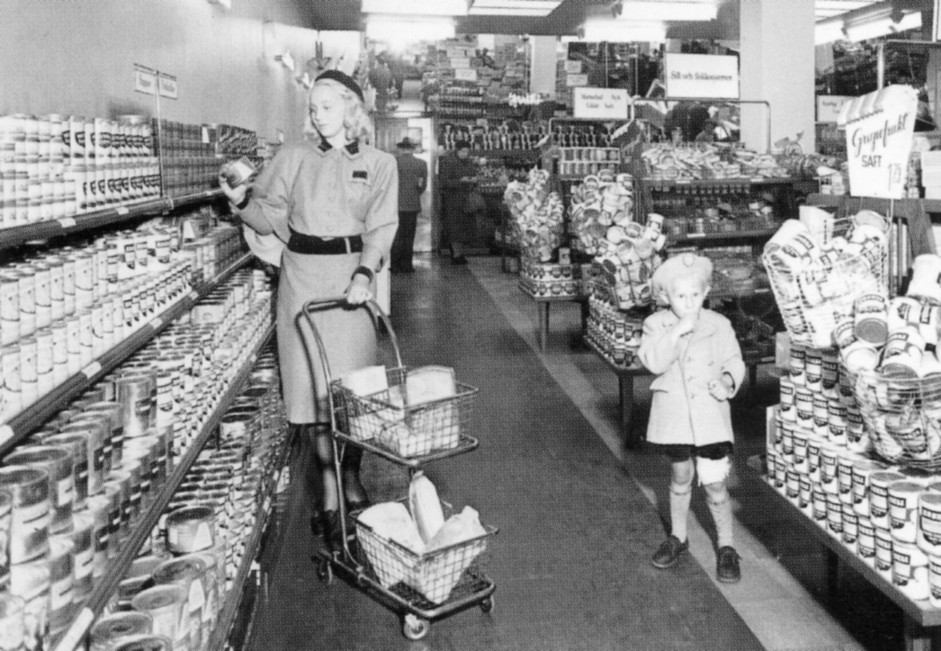
Sveriges första snabbköpsbutik vid Odengatan.

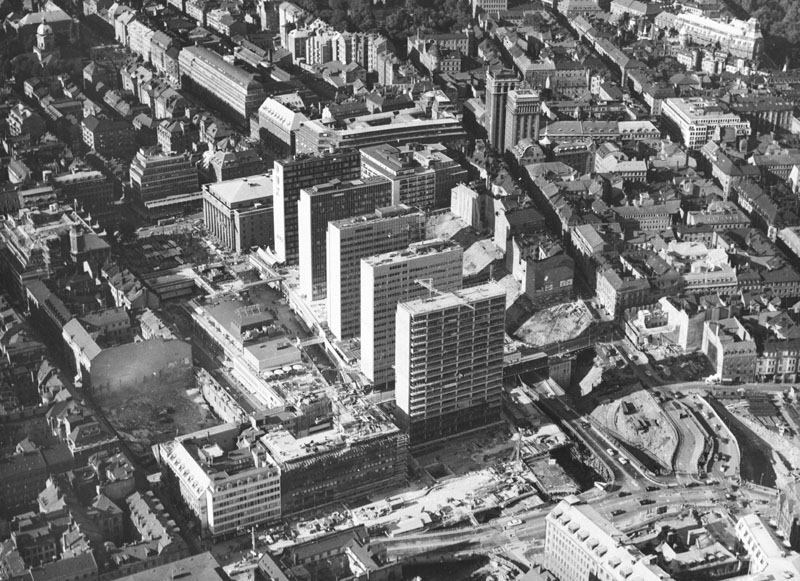
Alla fem hötorgsskraporna resta, arbetet med femte höghuset och Sergels torg pågår.
Foto: Oscar Bladh 1961.

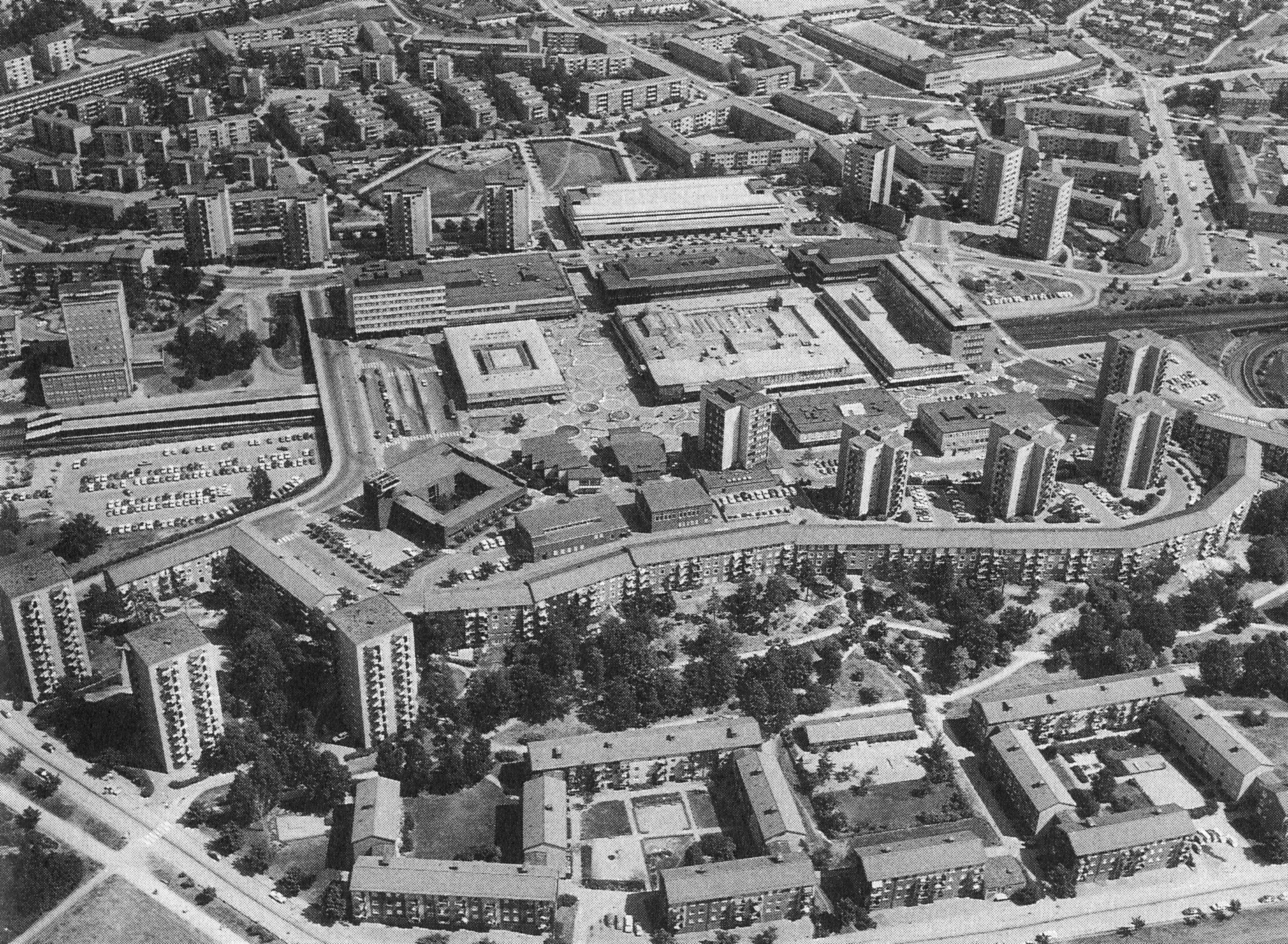
ABC-staden Vällingby, 1960.

Den 22 februari 1944  fällde ett sovjetiskt bombflyg tre bomber i området vid dagens Eriksdalsbadet. Två föll mitt i parken Eriksdalslunden, den tredje förstörde den nyuppföra friluftsteatern Eriksdalsteatern vid Årstavikens vatten. Det föll även bomber på andra platser i södra Stockholm och i Strängnäs. Det blev inga skadade men fönsterrutor gick sönder och smällen hördes över stora delar av Stockholm. Hade bomberna fällts några sekunder senare hade de träffat det nyuppförda Södersjukhuset. Om bomberna föll av misstag eller med avsikt är höljd i dunkel, men de utlöste i alla fall en förhöjd diplomatiskt aktivitet mellan Stockholm och Moskva. Det var enda gången som bomber föll över Stockholm under andra världskriget. Händelsen beskrivs närmare under Bombningarna av Stockholm och Strängnäs 1944.

### Efterkrigstid och modernisering
Andra världskriget innebar ett avbräck i Stockholms utveckling till en modern, bilanpassad storstad, men omfattande planer för "Stockholm efter kriget" fanns uppgjorda och skulle omedelbart sättas i verket när freden skulle komma. I juni 1945, alltså bara en månad efter fredsdagen, klubbades 1946 års cityplan av stadsfullmäktige.
År 1947 fanns 95 biografer i Stockholms innerstad, vilka koncentrerade sig kring vissa gator: Kungsgatan, Birger Jarlsgatan, Götgatan, Hornsgatan, och Sankt Eriksgatan. Flaggskeppen var Röda Kvarn (från 1915) vid Biblioteksgatan och Gunnar Asplunds Skandia (från 1923) vid Drottninggatan.
På 1950-talet inleddes det som kallades Norrmalmsregleringen eller citysaneringen, en process som planerades redan på 1930- och 1940-talen och kom att genomföras under hela 1960-talet och en bit in på 1970-talet. Den innebar en omdaning av främst stadsdelen Klara i centrala Stockholm. Bostads- och affärsbyggnader revs, för att ersättas med kontorsbyggnader och affärskomplex. Även stadens topografi förändrades i och med att stora delar av Brunkebergsåsen schaktades bort. Motiven var att stadens politiska ledning ville skapa en modern stadskärna för handel och näringsliv, det så kallade Stockholms city, med fungerande kommunikationer för den växande staden. Den 1 oktober 1950 invigdes den första delen av Stockholms tunnelbana mellan Slussen och Hökarängen och då tunnelbanan skulle dras vidare genom centrala Stockholm, krävdes att många byggnader revs. De främsta exemplen på denna utveckling är områdena kring Hötorget och Sergels torg. Under 1960-talets senare del växte protesterna mot vad man såg som hänsynslöst skövlande av bebyggelsen i innerstaden, något som kulminerade under Almstriden i maj 1971.
Bostadsbristen var stor efter andra världskriget. Till år 1955 hade invånarantalet ökat till 789 000. På stadsplanekontorets initiativ gick man till och med ut med affischer, där man varnade för en inflyttning till Stockholm, eftersom det saknades bostäder. För att lösa problemet behövdes en generalplan och en generalplansutredning, den började sitt arbete 1944 och redan 1945 lades programmet till generalplan fram i form av en skrift Det framtida Stockholm. Gruppen som hade arbetat fram programmet bestod av Erland von Hofsten, Göran Sidenbladh, Carl-Fredrik Ahlberg och Sven Lundberg. Sven Markelius deltog mycket aktivt i arbete och Yngve Larsson hade åter lyckats säkerställa de nödvändiga anslagen för att bedriva generalplansutredningen.
Vällingby med sitt centrum innehöll direkt från början alla viktiga delar som krävdes för en fungerande satellitstad; arbetsplatser, bostäder och centrum, senare döpt till ABC-stad. Arkitekterna Backström och Reinius hade fått uppdraget att utforma det nya centrumet. Här tillämpade de idéer från USA med varierande volym- och fasadgestaltning i olika material. Nu var inte kyrkan längre "mitt i byn" utan köptemplen.

### Förorternas framväxt
Idén med förstäder längs tunnelbanan fortsatte på 1960-talet med Bredäng (1962), Skärholmen (1968) och Tensta (1970). En del av dessa blev rena sovstäder, ibland hade tunnelbanan inte hängt med i utbyggnadstakten och inte alla nya förstäder var så lyckade som Vällingby.
Bredäng, Skärholmen och Tensta hörde redan till de enformiga bostadsområden, som uppstod inom miljonprogrammets ram. Här tillverkades höga bostadshus genom industriell produktion med betongelement som byggde på modulmått 2,4x2,4 meter och husens inbördes avstånd bestämdes i hög grad av byggkranarnas räckvidd.

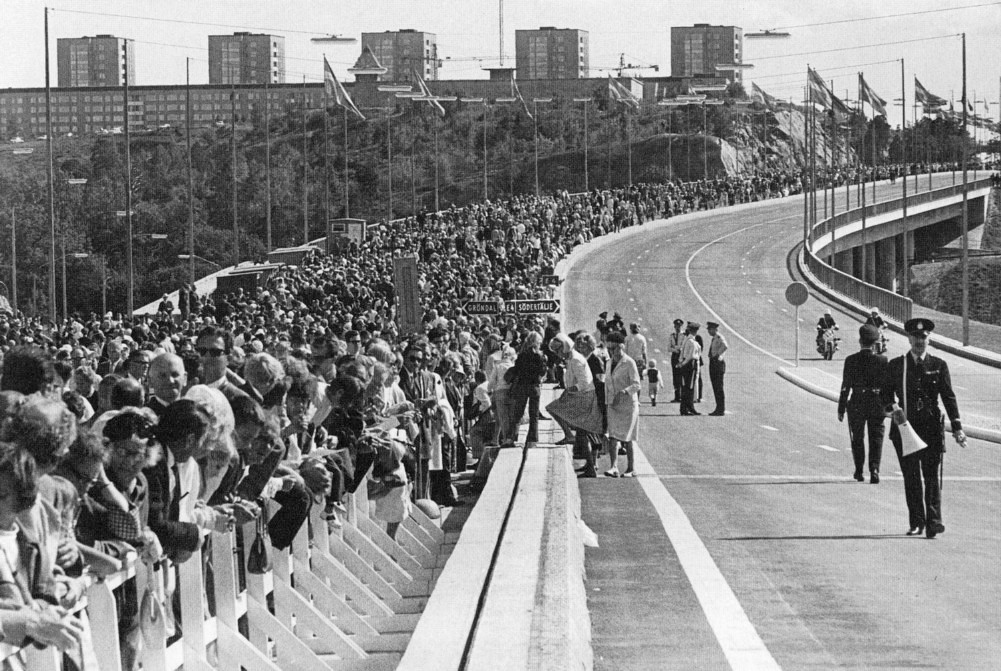
Essingeleden invigs 1966.

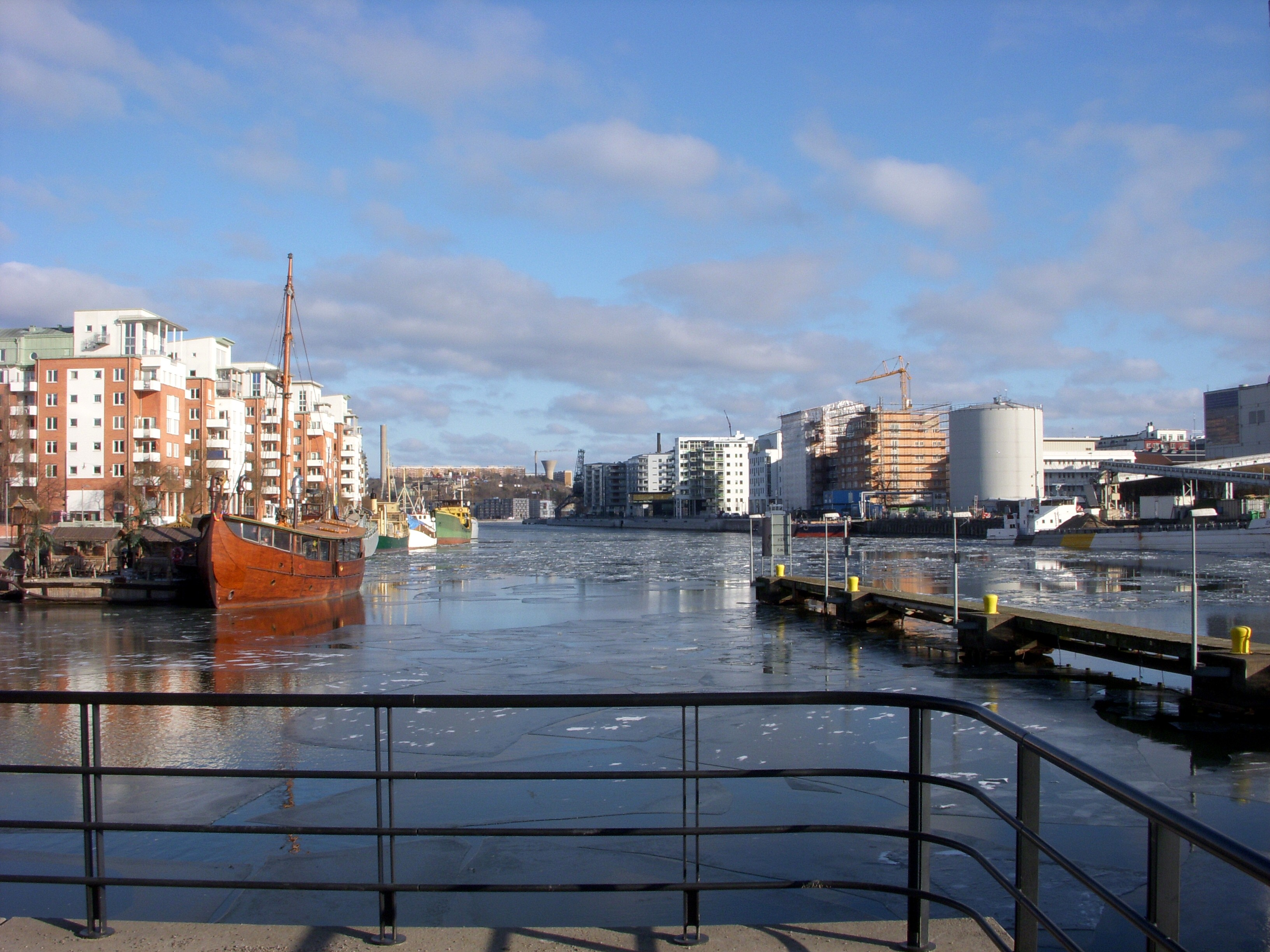
Hammarby sjöstad, 2009.

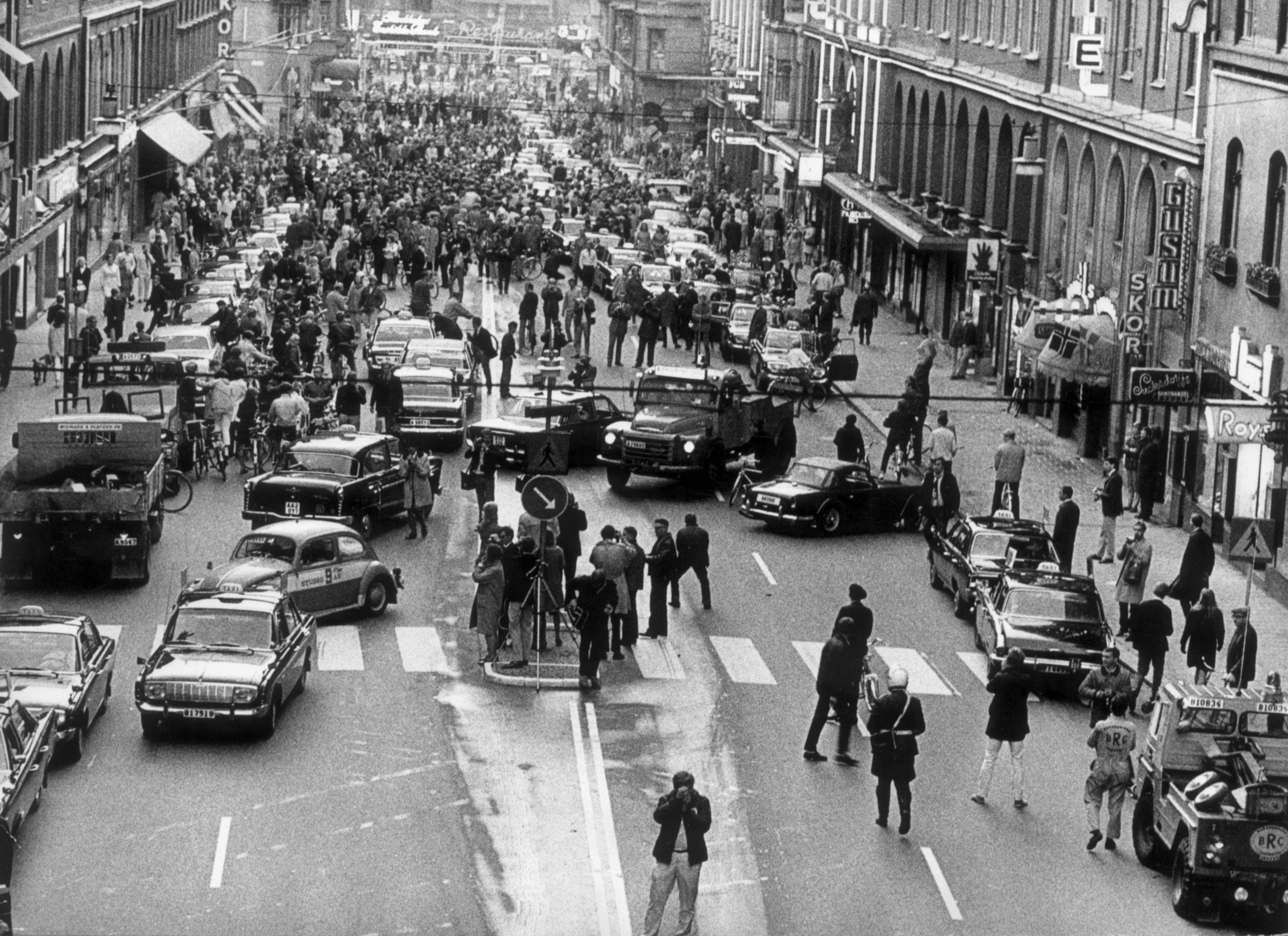
Högertrafikomläggningen på Kungsgatan 1967.

År 1960 började man planera Stockholms inre och yttre trafikleder och inom ramen för 1960 års trafikledsplan för Stockholm presenterades ett trafikledssystem för staden.  Radiella infartsleder skulle leda ut till Ekerö, Enköping,  Uppsala, Lidingö, Nacka, Nynäshamn och Södertälje, samt till de nya eller planerade  satellitstäderna som Vällingby, Farsta och Skärholmen. Infartslederna skulle ansluta till en ringled med hög kapacitet och därmed avlasta stadens gatunät. Ringen skulle utgöras av Essingeleden, Norra länken, Valhallavägen, Österleden och Södra länken.
På 1970-talet ändrades synen beträffande bilen som det viktigaste transportmedlet och de stora vägplanerna konkretiserades i långsammare takt. Dennisuppgörelsen var en överenskommelse mellan Moderaterna, Socialdemokraterna och Folkpartiet att under 1990-talet genomföra specifika investeringar i vägar och spårtrafik i Stockholms län. Överenskommelsen slöts 1992 och innebar bland annat att Stockholms ringled skulle byggas färdigt och att en västlig förbifart skulle anläggas, så blev det dock inte. Dennispaketet upplöstes i februari 1997.
I samband med högertrafikomläggningen den 3 september 1967 försvann spårvagnarna från Stockholms gator. Endast de spårvagnslinjer som helt gick på egna banvallar, Nockebybanan och Lidingöbanan blev kvar. 1991 invigdes Djurgårdslinjen, en museispårväg mellan Norrmalmstorg och Waldemarsudde/Bellmansro på Djurgården. I  Dennispaketet beslutades om att bygga en snabbspårväg, Tvärbanan. Den invigdes 2000 och stod klar i sin nuvarande sträckning 2002. Vissa delar av Tvärbanan går på gatumark.
Omdaningen av Stockholms innerstad och utflyttningen till miljonprogramsområdena, tillsammans med utglesning av bebyggelsen, kontorisering och sammanslagning av små lägenheter till större fick omfattande följder för Storstockholms demografi. Stockholms kommun nådde en topp på 810 000 invånare 1961, men under de följande 20 åren minskade folkmängden till att 1981 endast uppgå till 674 000 personer. Däremot har befolkningen i kranskommunerna ökat i antal. Folkmängden i Stockholms kommun har under de senare åren ökat med cirka 100 000.

### Sekelslut och 2000-tal
Den 28 februari 1986 sköts Sveriges statsminister Olof Palme till döds i korsningen Sveavägen–Tunnelgatan. Brottsutredningen kring Palmemordet blev Sveriges största och dyraste någonsin. Palmemordet är ännu inte uppklarat.
Strax efter stängning på morgonen den 4 december 1994 utfördes Stureplansmorden vid nattklubben Sturecompagniet på Stureplan i Stockholm. En ordningsvakt och tre gäster dödades då Tommy Zethraeus öppnade eld rakt in i entrén.
Efter 2000-talet startades ett antal stadsutvecklingsprogram för att tillgodose den ökande befolkningen med bostäder. Enligt prognoserna i regionalplanen (RUFS 2001) kommer Stockholms stads befolkning att öka med 150 000 personer fram till 2030, vilket motsvarar ett behov av 80 000 nya bostäder.
Översiktsplan 99 pekar ut ett stort antal utvecklingsområden, där 60 000 nya bostäder skulle kunna skapas. Dessa utgörs huvudsakligen av gamla industri- och hamnområden som kan bli till attraktiva bostäder, som projekt Liljeholmskajen och Lindhagen med sjönära bostäder vid Årstaviken respektive Hornsbergs strand och projekt Norra Djurgårdsstaden i stadsdelen Hjorthagen samt Hagastaden på gränsen mellan Stockholm och Solna. Ytterligare 20 000 nya bostäder skall kunna skapas genom förtätning inom redan befintliga bostadsområden.
Den 3 januari 2006 inleddes det så kallade Stockholmsförsöket, som pågick till 31 juli 2006. Det är ett försök med trängselskatt för biltrafiken i Stockholms innerstad, tillsammans med utvidgad kollektivtrafik. I samband med riksdagsvalet 17 september 2006 genomfördes folkomröstningar i flera kommuner för att få svar på vad länsinvånarna själva tyckte. En folkomröstning efter försöket ledde till att det permanentades den 1 augusti 2007.
År 2010 var staden Europas miljöhuvudstad.
Den 7 april 2017 utfördes terrordådet på Drottninggatan då en lastbil körde igenom folkmassorna på Drottninggatans gågatudel och dödade fem personer.